# 뉴욕 메리어트 마르퀴스
뉴욕 메리어트 마르퀴스(영어: New York Marriott Marquis)는 뉴욕 미드타운맨해튼 타임스 스퀘어 시어터 디스트릭트에 위치한 매리어트 호텔이다. 건축가 존 포트만에 의해 설계되었고 45번가와 46번가 사이 1535 브로드웨이에 위치해 있다. 1966개의 객실과 9400 제곱미터의 미팅 공간이 있는 가운데 뉴욕에서 가장 큰 호텔 중에 하나로 꼽힌다.
이 호텔은 두개의 날개로 이루어져 있는데 하나는 45번가에 있고 다른 하나는 46번가에 있다. 이 두 구조물은 지상에 있는 포디움으로 연결되어 있다. 첫 2층은 상업용 공간이 있으며, 3층에는 마르퀴스 시어터(en)가 있다. 8층에는 아트리움 로비, 미팅 공간, 그리고 식당 등이 있다. 로비 위에 있는 36개의 층에는 밑을 내려다 볼 수 있는 객실들이 모여 있다. 가장 높은 세 층 (47~49층)에는 뉴욕에서 가장 높은 식당 중 하나인 더 뷰(The View)가 있다. 이 호텔의 가장 큰 특징은 콘크리트 구조물 중 하나인 미나레트 형태를 가진 엘리베이터 기둥이 있는데 12대의 전망용 승강기가 기둥 바깥을 따라 운행한다.
1960년대에 부동산 중개사 피터 샤프는 이 부지를 사무실 건물을 세울 목적으로 구입하였다. 1972년에 처음으로 호텔 설립이 제안되었고 1973년에 계획이 공식적으로 발표되었다. 그러나 1975년 뉴욕 재정위기로 인하여 이 계획은 연기되었다. 1970년대 후반 에드 코흐 시장에 의해 호텔의 설립 계획은 재개되었다. 이 부지에 있던 5개의 옛 극장을 철거하는 것에 대해 큰 논란이 있었고 여럿 차례 소송과 시위로 인해 착공은 1982년으로 미루어졌다. 건설이 시작될 무렵, 웨스틴은 메리어트에 의해 인수되었다. 1985년 9월 3일에 개업한 이후로 여럿 차례 새단장 작업이 진행되었다. 1990년대 말까지는 메리어트 체인 중 수익성이 가장 높은 호텔 중 하나이기도 했다. 1993년 매리어트는 포트만의 소정의 지분을 인수했으며, 2013년에 부지를 완전히 소유하게 되었다.

## 건설 부지
뉴욕 메리어트 마르퀴스는 뉴욕 미드타운 맨해튼 지역에서 남쪽으로 45번가 (조지 애벗 웨이) 와 북쪽으로 46번가 사이에 타임스 스퀘어 따라 브로드웨이의 서쪽에 있다. 뉴욕시 도시계획국은 이 건물의 주소를 1535 브로드웨이로 지정했다. 부지는 불규칙한 모양이며, 6901.5 제곱미터, 브로드웨이의 전면 폭은 63.38미터, 그리고 132.23 미터의 깊이이다. 브로드웨이 전면은 45번가와 46번가 전면에 대각선으로 이어진다. 호텔의 북쪽 끝은 더피 광장을 향한다.
1980년대 호텔이 지어질 당시 브로드웨이 앞에 있는 보도의 폭이 약간 넓어졌다. 넓어진 인도는 브로드웨이 플라자로 알려져 있었다. 초기 계획대로 브로드웨이 노상을 동쪽으로 가로질러 7번가까지 이르는 보행자 공간이 조성될 것이었다. 마빈 폴 프리드버그는 벤치와 울타리가 설치된 광장을 구상하였으나 결국 백지화되었다. 2010년대에는 보행로가 더 넓어졌으며, 인접한 도로는 벤치가 설치된 영구적인 보행로로 변경되었다. 증축된 광장은 29m 정도이며 아스팔트 길이 동쪽을 향하여 7번가까지 뻗는다.
주변은 맨해튼의 시어터 디스트릭트의 일부이며 많은 브로드웨이 극장들이 있다. 같은 구간에는 리처드 로저스 시어터(en), 뮤직 박스 시어터(en), 그리고 임페리얼 시어터(en)가 서쪽에 있다. 북서쪽에 파라마운트 호텔(en), 북쪽에 호텔 에디슨(en)과 런트-폰탠 극장(en), TSX 브로드웨이, 팰리스 극장과 앰버시 극장, 그리고 북동쪽에 I 밀러 빌딩, 동쪽에 베르텔스만 빌딩, 남쪽에 원 애스터 플라자; 그리고 부스 극장(en),  제럴드 쇤펠드 극장(en), 버나드 B. 제이컵스 극장, 그리고 남서쪽에 존 골든 극장(en) 등을 비롯한 인근 건물들이 있다. 예전에는 다섯개의 극장인 구 헬렌 헤이스 극장(en), 모로스코 극장(en), 비쥬 극장(Bijou), 아스톨 극장(Astor), 그리고 게이어티 극장 (이후 빅토리아 극장)(en)은 모두 20세기 초에 지어졌다.

## 설계
뉴욕 메리어트 마르퀴스는 존 포트만(en)이 설계했고 메리어트 인터네셔널에서 운영한다. 메리어트와 포트만의 합작 투자인 Marriott Marquis 브랜드 호텔의 일부이다. 호텔 건물은 56층과 지하 2층으로 높이가 175미터에 이른다. 엘리베이터가 55층을 운영한다는 소문이 있었지만, 메리어트 측은 호텔의 최상층을 사무실 공간으로 사용하는 49층이라고 밝혔다. 호텔 소유주인 호스트 호텔 & 리조트에 따르면 이 호텔에는 1,966개의 객실과 9400 제곱미터의 미팅 공간이 있다고 밝혔다.

### 형태와 외관
1973년 계획에는 두개의 직사각형 날개 구조물을 설치할 것이 제안되었다. 이 두 구조물은 45번가와 46번가에 각각 하나씩 세우며, 12층 높이의 포디움으로 연결되는 것이다. 다섯 층의 게스트룸은 날개 사이의 구조물에 각 섹션에 깊이를 번갈아가면서 설치될 것이었다. 오늘날의 호텔은 초기 계획과 비슷하나 포디움은 8층 높이로 지어졌다. 호텔의 지상에 있는 브로드웨이 정면 가운데에는 커다란 전광판이 설치되어 있다. 브로드웨이를 향하고 45번가와 46번가에 있는 직사각형 날개 구조물은 8층에 타임스 스퀘어를 향하는 오픈 테라스가 있다. 각 날개 구조물의 폭은 약 11m 이고 34m 짜리의 트러스로 연결되어 있다.
정면은 캐나다 기업인 Prefac-Vibrek에서 미리 제작한 줄무늬가 세로로 새겨진 회색의 콘크리트 패널로 지어졌다. 아래층의 패널은 기중기를 사용하여 설치되었고 위층은 모노레일을 가설하여 설치되었다. 미리 제작된 패널은 호텔 건물의 외벽에 설치된 철봉에 걸어져 설치되었다. 정면에는 일부 개방된 구조물이 있는데 이는 외부 전광판을 설치할 수 있도록 하기 위해 만들어졌다. 창문은 콘크리트 패널 깊이 설치되어 있으며, 디자인은 베네시안 블라인드와 유사하다.

#### 전광판
초기 브로드웨이에는 4개의 전광판이 정면의 하단에 설치되어 있었다. 가장 큰 전광판은 9.1 x 15.2 미터로 브로드웨이 정면의 중앙에 설치되었다. 나머지 전광판은 각각 7.0 x 7.6 미터의 크기로 설치되었다.
브로드웨이에 있는 중앙 전광판은 색 이미지를 표시하기 위해 코닥에서 사용되었는데 코다르마라고 알려져 있었다. 이미지는 한 해에 여럿 차례 변경되며, 1.8m x 15.2m 크기의 캡션이 표시되었다. 이미지는 두라트란(en) 판에 표시되며, 비와 바람 등의 손상을 막기 위해 앞면에 두겹의 보호막이 설치되었다. 코닥 사진은 커다란 전광판에 표출되며 후면에 진공 시스템에 의해 냉각된다. 이 커다란 전광판은 정면에 튀어나온 봉에 고정되어 있다. 1999년 코닥 전광판은 16x21미터로 확대되었다. 확대된 전광판은 세 부분으로 나뉘었는데 첫번째 전광판은 하단에, 점보트론은 우측 상단에, 그리고 세번째 전광판은 좌측 상단에 있다. 1980년대 중순에는 콘타라마와 코카콜라 전광판 등 주요 기업의 광고만 표시되었다.

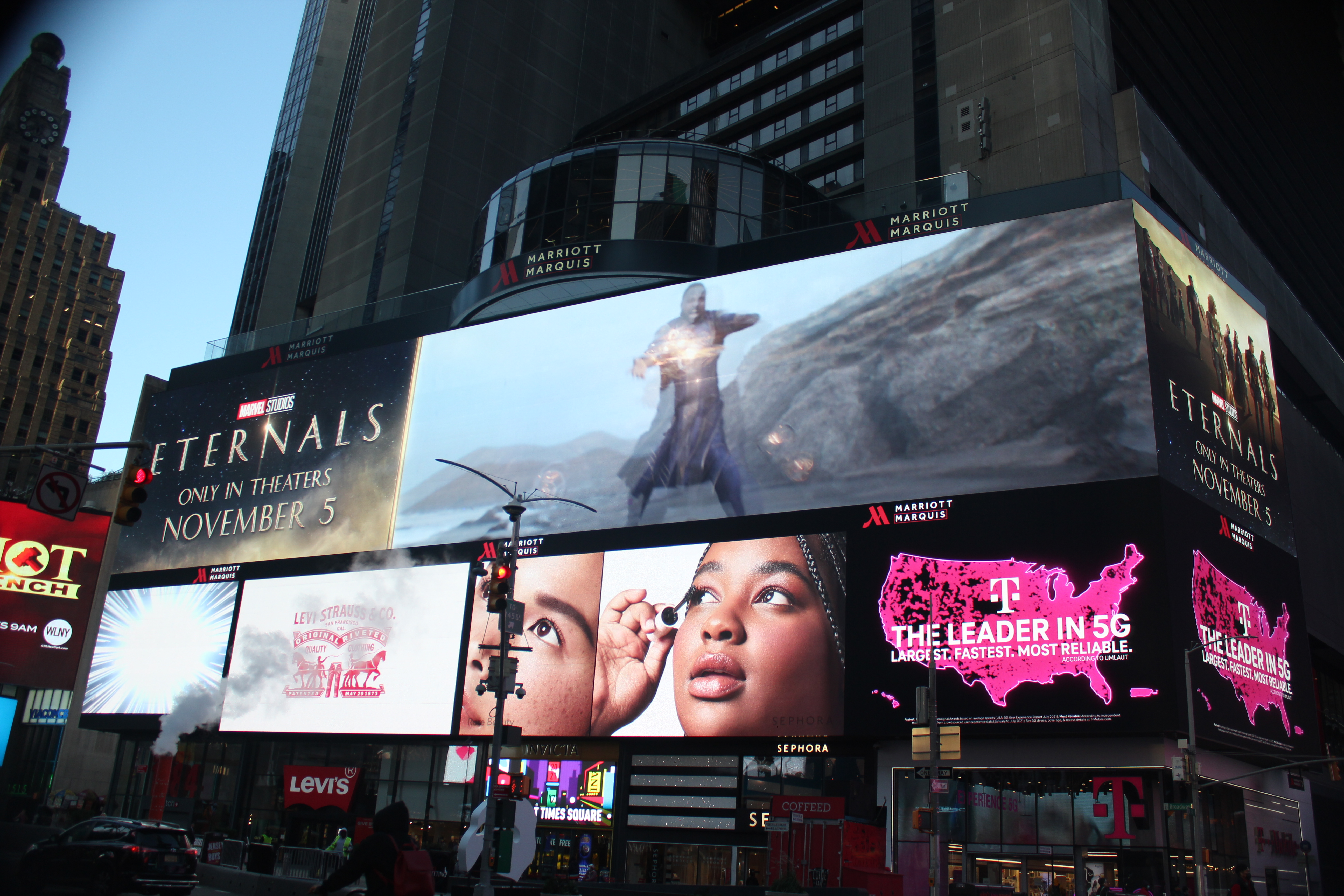
정면에 설치된 전광판

2014년 브로드웨이 정면에 새 전광판이 설치되었는데, 이는 총 길이가 45번가와 46번가 옆을 둘러싼다. 전광판은 미쓰비시 전기에서 제작되었으며 크기는 약 101m x 24m 이고 2400만 화소가 있다. 새 전광판의 면적은 약 2391 제곱미터이고 약 1.8m x 2.4m 의 연동 패널로 구성된다. 기존의 프레임 구조물은 새 전광판에 맞게 강화 및 확장되고 17m 길이의 비렌딜 트러스가 브로드웨이 정면의 중앙을 따라 설치되었다.

### 구조적 특징
기초는 고급 암반에서 지어졌으며 제곱미터 당 391톤을 견딜 수 있는 얕은 기초를 사용한다. 건설 현장은 약 18미터 정도의 깊이로 굴착되었다. 이 호텔은 원래 지하층이 2개였으나 2010년대에 지하 1층을 허물어 하나의 높은 지하층을 만들었다. 지하층이 개축되면서 철제 프레임이 기초 벽 구조물 옆에 설치되었다.
이 호텔의 상부구조는 모셔 스틸 컴퍼니(en)에서 제작한 19500톤의 강철로 이루어져 있다. 철제빔의 일부는 한 개당 최대 38미터의 길이에 64톤의 질량을 가졌다. 철제빔이 세워지면서 시멘트와 결합된 미네랄을 철제 구조물에 칠하여 내화하였다. 철제 기둥은 정면으로부터 약 2.4미터 뒤에 설치되었으며, 가로 구조물은 외팔보 구조물로 외부 전광판을 받치기 위해 설치되었다. Weidlinger Associates는 구조 엔지니어였지만 호텔이 완성된 이후, 버게스 스틸(Burgess Steel)에서 납품한 강철 프레임으로 보강되었다. 2010년대에 2층이 철거되어 1층에 2층 높이의 공간이 생겼다. 1층의 기둥은 벽체로 보강되었으며, 철제빔 일부의 깊이는 최대 0.3미터 줄었다.
첫 10층은 각 층마다 파형 강판(en)에 콘크리트가 부어진 구조로 되어 있다. 객실층의 바닥은 콘크리트 패널로 이루어져 있으며, 판 한 개당 약 9.1톤에 이른다. 각 판의 너비는 2.4m, 길이는 11m 또는 12m, 그리고 두께는 300mm 정도이다. 한 기술자에 따르면 미리 제작된 판은 (맨 표면과 대조적으로) 완성된 천장 뿐만 아니라 가로안정성도 보장되었다고 한다. 층 바닥을 이루는 구조물의 일부는 강철 트러스로 이루어져 있으며, 아트리움의 너비를 가로지르는 호텔 방을 떠받치는 비렌딜 트러스(Vierendeel truss)로도 이루어져있다. 강철 구조물의 전체는 층 판과 벽 안에 둘러싸여 있으며, 중앙 아트리움에 자연 채광을 비롯한 빛이 비추어 지도록 하기 위한 것이다.
둥근 엘리베이터 기둥은 콘크리트로 만들어져 있으며, 미나레트 형태와 유사하다. 콜라비노 부라더스에서 설치된 구조물이다. 기둥의 너비는 약 17미터이고 12대의 엘리베이터가 바깥에, 4대의 엘리베이터가 중앙에 설치되어 있다. 바깥에 설치된 엘리베이터는 유리벽이 설치되어 아트리움 로비를 볼 수 있다. 승강기 바깥은 유리 벽으로 둘러싸여 있으며 광섬유 조명이 설치되었다. 쉰들러에서 설치한 엘리베이터는 행선층 예약시스템이 설치되었으며 승객이 선택한 목적층에 따라 엘리베이터 호기를 지정한다. 2006년 행선층 예약시스템 설치가 완료되었으며 2019년에 개량되었다. 직원 전용 엘리베이터는 별도로 6대가 설치되어 있다.

### 내부

#### 지상
일반적인 용도지역 규정에 따라 호텔의 부지 내에 있는 모든 유형의 건물의 최대 용적률은 15까지였다. 호텔 건립 계획 당시 용적률에 20%의 두 보너스가 각각 적용되어 허용되는 용적률이 21.6까지 증가했다. 개발자들은 첫번째 보너스를 받기 위해 개인 소유의 공공 공간(en)을 건물의 지상층으로 활용해야 했으며, 새 극장(마르퀴스 극장)을 지어 두번째 보너스를 얻을 수 있다. 개인 소유의 공공 공간은 45번가와 46번가 사이 두 통로가 있다. 통로의 동쪽에는 차도가 있으며, 왕복 5차로로 구성되어 있는데 이는 브로드웨이 내 택시의 혼잡을 해소하기 위한 것이다. 통로의 서쪽에는 보행자 도로가 있으며 슈버트 앨리의 북쪽으로 길을 연장하는 역할을 한다. 이는 1970년만큼 일찍 제안되었다. 차도와 슈버트 앨리 연장은 실내 보행자 공간과 연결되는 출입문이 있다.

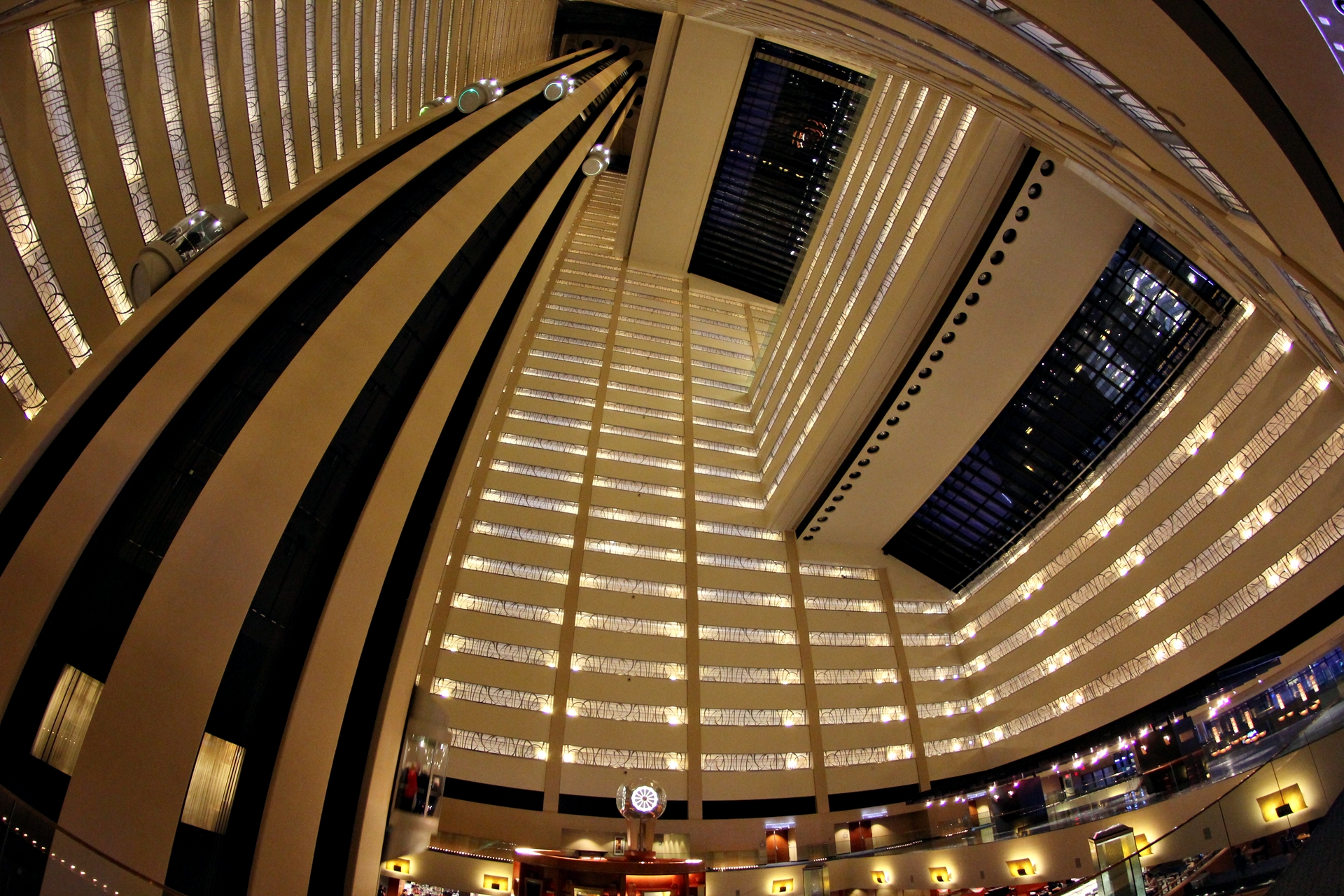
아트리움의 모습

1층과 2층은 930 제곱미터에 이르는 상가가 있으며 2010년대 이후 2층은 철거되었다. 초기 계획에는 상업용 공간은 1층부터 7층까지에 이를 것으로 계획되었고, 9층에는 테라스가 상업용 공간을 둘러싸도록 계획되었다. 7층짜리 상업용 몰은 층 면적 보너스로 포함되었으나, 최종 계획에서 제외되었다. 층 면적 보너스로 주어진 대가로 3740 제곱미터의 공공 공간이 주어지는 동안, 2000년 뉴욕시 예술 학회(en)의 조사에 따르면 새로운 공간을 확보할 수 없다고 밝혔다. 뉴욕시립대학교 요크 칼리지의 교수 Ernest P. Gathwaite는 가로로 된 6개의 벽화를 디자인했으며, 각각 가로의 길이는 3.7m이다.
마르퀴스 극장은 3층에 있다. 이 극장을 포함한 대가로 이 호텔은 약 28000 제곱미터의 보너스가 주어졌다. 이 보너스가 주어짐에 따라 뉴욕시 견적위원회는 이 극장에 1500개의 좌석이 있어야 한다고 명시했다. 무대는 호텔 앞 도로 바로 위에 설치될 것이 계획되었고 무도회장은 극장의 천장 바로 위에 설치될 것이었다. 3층부터 7층까지는 극장 사무실이 존재한다.

#### 아트리움 로비
이 호텔의 아트리움 로비는 8층에 있다. 안전상의 문제로 1980년대에 호텔이 건설될 당시 1층부터 8층 로비에 이르는 에스컬레이터는 한 대만 설치되었다. 이 아트리움은 로비부터 옥상 식당까지 37층 높이에 이른다. 약 120m 높이에 달하는 아트리움은 세계에서 가장 높은 실내 공간 중 하나이기도 하다. 약 73m에 이르는 스카이브리지는 아트리움 층 바로 위에 있다. 이 스카이브리지는 90톤의 강철로 이루어지고 옆에 LED 전광판이 있다.
이 호텔에는 로비와 더불어 다양한 식당과 회전 칵테일 라운지를 동쪽에 설치할 것을 계획되었다. 로버트 핀아트는 로비 식당에 사용될 다섯 개의 스테인드 글래스 패널을 디자인했으며, 3개의 패널은 메인 공간에 설치되고 나머지 두 개는 인접한 칵테일 라운지에 설치된다. 2011년 기준, 크로스로즈(Crossroads) 라는 미국식당이 8층에 있다. 이 식당에는 2층짜리 나선형 바, 4개의 "폭포 타워", 그리고 길거리 격자와 유사하게 놓여진 막대형 전등이 여러 줄로 배열하여 설치되었다. 인접한 브로드웨이 라운자가 있는데, 푸드 트럭에서 영감을 받은 요리를 제공한다. 이 공간에 설치된 여섯 개의 샹들리에가 타임스 스퀘어 볼과 유사하게 디자인 되었고 2층 높이의 창문은 타임스 스퀘어를 향한다. 브로드웨이 라운지는 브로드웨이에 있는 호텔의 두 외부 테라스로도 연결되어 있다.
메리어트 마르퀴스는 2700 제곱미터짜리 무도회장을 포함하여 설계되었으며, 건설 당시 뉴욕에서 가장 큰 볼룸으로 홍보되었다. 메인 볼룸은 브로드웨이 볼룸으로 알려져 있으며 최대 2800명의 관중을 앉힐 수 있고, 검은 "사라지는 천장"과 LED 샹들리에가 설치되었다. 이 안에는 46개의 작은 미팅룸이 있으며, 총 면적은 7400 제곱미터에 달한다. 미팅룸 중 하나인 웨스트사이트 볼롬은 2002 제곱미터이고, 최대 2400명의 손님을 수용할 수 있다. 8층에 있는 다른 방인 리버티 볼룸은 140명에서 150명까지 수용할 수 있고 슈버트 앨리를 향한다. 회의 공간에는 40개의 소회의실이 포함되어 있다.

#### 객실 및 옥상
이 호텔은 원래 1876개 또는 1877개의 방이 설치되었고 각 방의 크기는 4.2m x 6.4m이다. 각 방은 아트리움을 향하도록 설계되었다. 실물 열쇠를 사용하는 대신 방 카드를 사용하여 문을 열 수 있다. 이 호텔 방은 패밀리 커넥팅룸 (family connector), 디럭스룸 (deluxe), 그리고 슈페리어룸 (superior)을 포함한 다양한 크기로 제공된다. 방에는 TV를 비롯한 다양한 맞춤형 가구가 설치되어 있다.
꼭대기 3개 층(47층~49층)에는 뉴욕의 유일무이한 옥상 회전 레스토랑인 더 뷰(The View)가 있다. 더 뷰 식당은 아점과 저녁의 미국 음식을 주로 제공한다. 식당에는 총 700개의 좌석이 있으며 매 시간마다 한 바퀴씩 회전한다. 초기에는 시계 방향으로 70분에서 80분 사이에 한 번씩 회전했다. 회전 식당은 마크톤 코퍼레이션에 의해 세워졌다. 바닥은 밑에 바퀴가 달린 고정된 판으로 이루어져 있다. 식당과 라운지는 바닥에 고정된 바퀴 위에 있는 플랫폼에 설치되었으며, 움직이는 각 플랫폼 밑에는 레일이 달려있는데 설계사는 이를 기차를 거꾸로 뒤집어 놓은 개념이라고 설명했다.

#### 층별 시설
| 층수     | 용도                                                                                           |
| -------- | ---------------------------------------------------------------------------------------------- |
| 51층     | 엘리베이터 기계실                                                                              |
| 50층     | 기계실                                                                                         |
| 49층     | 더 뷰 (The View) 이벤트 공간, 호텔 직원 공간                                                   |
| 48층     | 더 뷰 (The View) 식당 메인 식사층                                                              |
| 47층     | 더 뷰 (The View) 라운지 층, 주방                                                               |
| 46층     | 기계실, 창고                                                                                   |
| 31~45층  | 호텔 객실                                                                                      |
| 30층     | 호텔 객실, 귀빈 라운지, 엘리베이터 기계실 (O, P호기)                                           |
| 29층     | 호텔 객실, 기계실                                                                              |
| 28층     | 호텔 객실                                                                                      |
| 24~27층  | 호텔 객실                                                                                      |
| 23층     | 호텔 객실, 피트니스 센터                                                                       |
| 17~22층  | 호텔 객실                                                                                      |
| 16층     | 호텔 객실, 이벤트 공간                                                                         |
| 10~15층  | 호텔 객실                                                                                      |
| 9층      | 기계실, 연회 시설, 사무실, 창고, 주니어 볼룸                                                   |
| 8층      | 호텔 리셉션, 비즈니스 센터, 기념품 상점, 식료품점, 로비 라운지, 삼시세끼 식당, 주방, 연회 시설 |
| 7층      | 주니어 볼룸, 연회 시설, 창고                                                                   |
| 6층      | 메인 볼룸, 연회시설, 주방, 창고                                                                |
| 5층      | 전시장, 연회시설, 주방, 창고                                                                   |
| 4층      | 기계실, 극장 윗층, 연회시설, 창고                                                              |
| 3층      | 극장 메인층, 극장 사무실, 호텔 사무실, 더 뷰 (The View) 엘리베이터 (F, G호기) 탑승층           |
| 2층      | 기계실, 극장 무대층, 극장 직원 공간, 호텔 직원 공간                                            |
| 1층      | 리테일, 호텔 입구, 커피숍, 극장 악단석, 극장 리셉션과 매표소, 하역장                           |
| 지하 1층 | 발레파킹 주차장, 창고, 호텔 직원 공간                                                          |
| 지하 2층 | 발레파킹 주차장, 호텔 직원 공간, 리테일, 기계실                                                |

단, 13층은 없다.

## 역사

### 계획

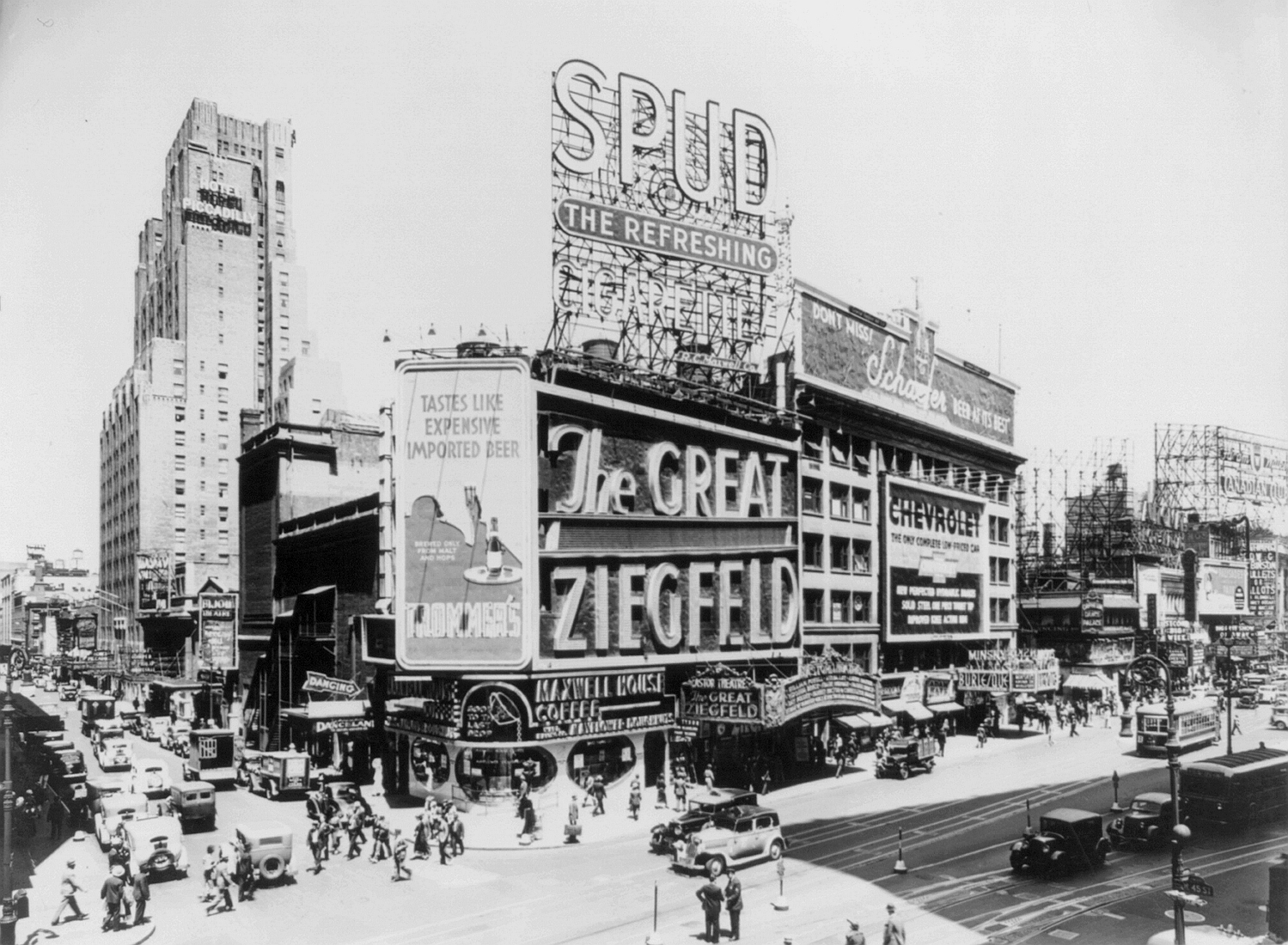
뉴욕 메리어트 마르퀴스의 부지에는 Astor(사진)를 비롯한 여러 극장들이 차지했다.

1960년대까지 타임스퀘어는 쇠퇴하고 있었고, 그 황폐한 상태는 도시 전체의 쇠퇴를 대표하는 것으로 대중들 사이에서 널리 인식되었다. 1960년대 후반에 부동산 중개인 피터 샤프는 모로스코, 아스토르, 헬렌 헤이스 및 빅토리아 극장을 인수했고 그 부지에 오피스 타워를 지을 계획이었다. 그러나 피터는 해당 부동산에 대한 자발적인 주요 임차인을 찾을 수 없었다. 피터도 서쪽에 있는 피카딜리 호텔을 인수하려 했지만 호텔측은 매입를 거부했다.

#### 초기 구상 및 지연
뉴욕 정부의 미드타운 계획 및 개발(Midtown Planning and Development)의 대표였던 재클린 로버트손(en)은 1970년에 로버트 벤투리를 컨설턴트로 채용하기 위해 피터를 설득했다. 로버트는 데니스 브라운(en)과 스티븐 이제누어(en)와 함께 커다란 전광판과 "낮은 공공 공간"을 마련할 것을 제안했다. 피터는 로버트의 계획에 감동하지 못했으며, 미드타운에 사무용 공간이 지나치게 많아서 벤투리의 계획은 백지화되었다. 1971년 재클린과 피터는 포트만의 하얏트 리젠시 애틀란타(en) 호텔을 방문했으며, 이곳에서는 재클린이 피터에게 "둘러보는데 숙박 시간의 절반을 소비했다" (영어: stayed up half the night looking around) 라고 회상했다. 피터는 포트만을 고용할 것을 제안했고 피고용자는 뉴욕의 건축물을 설계하는데 있어 관심을 수년간 표명했기 때문에 흔쾌히 수락했다. 포트만은 이 프로젝트에 대한 90%의 자금을 지원하는데 동의했다. 이후 뉴욕 타임즈는 뉴욕시는 포트만에게 "가장 밀실 공포증을 불러일으키는 도시"(영어: most claustrophobic city he had ever seen)로 보여 이 프로젝트를 진행했다고 밝혔다.  피터는 그동안 1972년에 아스토르를 비롯한 일부 극장을 폐쇄했다. 12개 미만의 정극(en)은 여전히 타임스 스퀘어에 남아있었으며, 이를 폐쇄하는 것은 시민에게 큰 우려가 되지 않았다.
1972년 11월 3일, 웨스턴 인터내셔널 호텔(이후 웨스틴)과 포트만은 7500만 달러로 2000여개의 객실이 있는 호텔을 건립하겠다고 밝혔다. 이 호텔은 여러개의 복층 구조로 이루어진 보행로를 통하여 두 개의 타워가 연결된 구조로 지어질 것이었고, 허드슨강에 컨벤션 센터가 완성될 것이었는데, 현재는 제이컵 K. 재비츠 컨벤션 센터가 세워졌다. 이 시기에는 1964년 세계 박람회 이후 뉴욕에 주요 호텔 프로젝트가 없었고, 뉴욕에 있는 호텔 방 수도 1969년 이후 꾸준히 감소하였다. 재클린은 "타임스 스퀘어의 르네상스"(영어: the renaissance of Times Square)의 선구자로서 개발 계획을 지지했다. 1973년 4월까지는 호텔의 계획에는 타워 한 개에 텅 빈 아트리움이 있는 구조로 변경되었고, 예상 비용은 9000만 달러까지 증가하였다. 또한, 부지의 소유권(title)을 획득하는데 어려움이 있어 호텔의 건립이 지연되었다. 1973년 7월 11일 포트만과 존 린제이 뉴욕시장은 2020개의 객실이 있는 54층 규모의 포트만 호텔의 계획을 공식적으로 선언했다. 그 전까지는, 예상 비용은 1억 5000만 달러까지 올랐다. 포트만은 재개발 사업에 일종으로 46번가 시어터(이후 리처드 로저스 극장)를 새단장할 것도 약속했다. 이 호텔은 1977년에 개업을 목표로 1974년에 착공하였다.
이 호텔은 다양한 평가를 받았으며, 호텔의 건립 프로젝트에 대한 건축 비평가와 연극단원들의 평가는 주로 부정적이었다. 이 호텔은 층 면적 비율을 늘릴 목적으로 두 가지의 특별 허가를 받기 위한 승인도 받아야 했다. 1973년 중순에 뉴욕 도시 계획 위원회의 대표인 존 주코티(en)는 이러한 허가를 받기 위한 회의에 참석을 예약했다. 1973년 말 포트만 호텔은 자금 조달에 난항을 겪으면서 지연되고 있었다. 뉴욕 재정위기로 인하여 컨벤션 센터 자금 조달에 영향을 미쳤고, 1975년 1월까지는 컨벤션 센터의 자금이 조달되지 않는 이상 포트만이 포트만 호텔 사업을 포기하겠다고 밝혔다. 건설 비용은 1억 달러만 필요할 정도로 충분히 감소하였으나, 3800만 달러만 자금이 조달되었다. 그 해 12월, 포트만은 포트만 호텔 계획을 철회하겠다고 밝혔다. 디자인이 완성되었고 뉴욕 정부가 이 사업을 승인하였으나, 이 프로젝트에 대한 투자자들의 관심은 보이지 않았다. 계획의 철회에 대한 의미는 당분간 모로스코 극장과 헬렌 헤이즈 극장이 영업을 계속할 수 있었다는 것이다. 뱅커스 트러스트 컴퍼니가 이 극장의 토지를 소유하게 되었다.

#### 계획의 부활

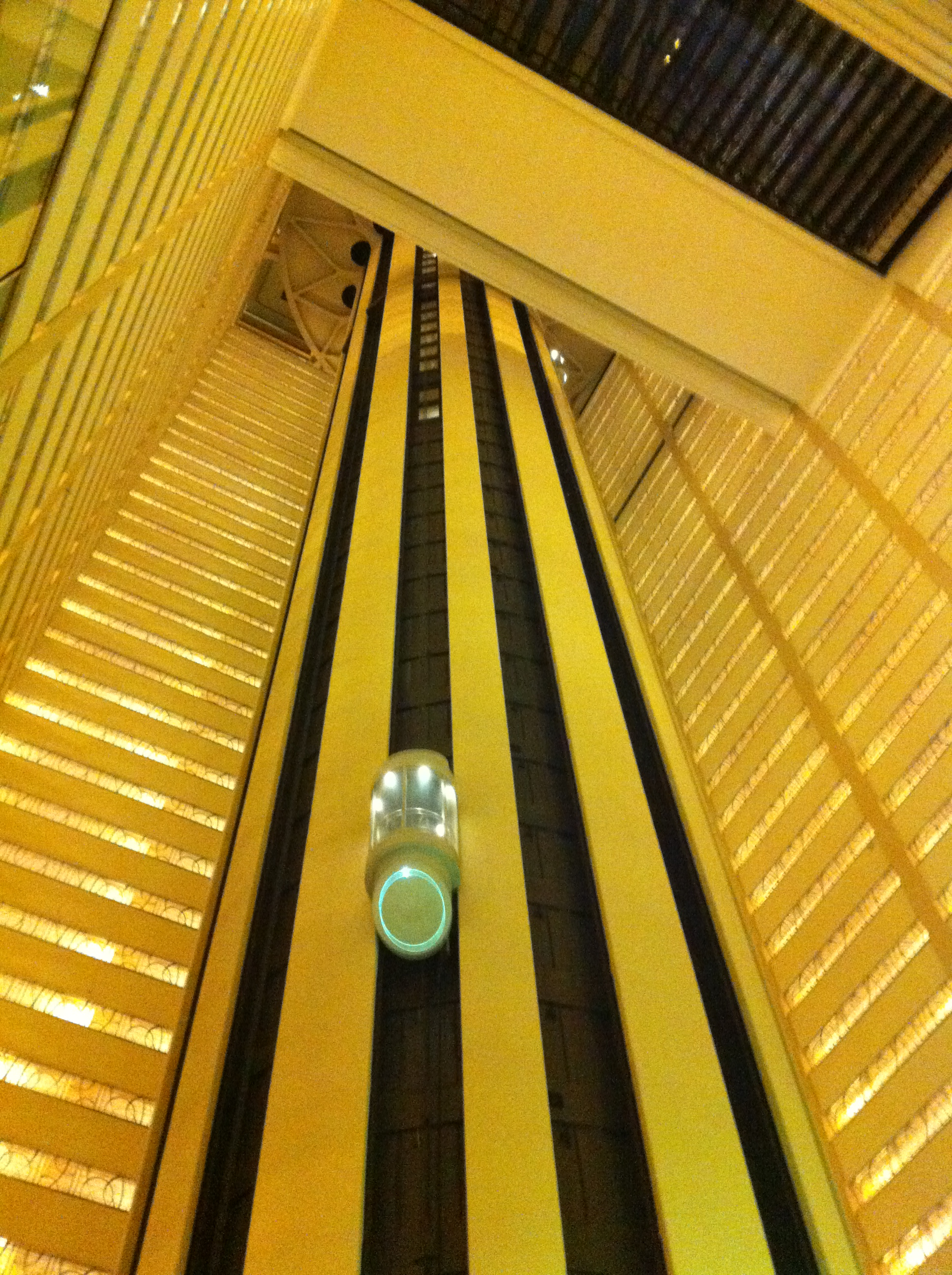
아트리움의 모습

1976년 1월 초창기에는 호텔 설립의 계획을 되살리기 위해 뉴욕 당국은 포트만과 협상을 진행하였다. 그 해 중순에 뉴욕의 호텔 시장은 회복되었고 거의 한계점에 도달하였다. 1978년 3월 포트만 프라퍼티스 관계자는 뉴욕 정부가 1500만 달러의 보조금을 연방 정부로부터 받아내게 된다면 당사가 1억 5천만 달러를 투자할 수 있다고 밝혔다. 뉴욕시 견적위원회는 그 해 8월에 면세에 대해 찬성했으며 이에 따라 포트만 프라퍼티스에게 잠재적인 대주들과 연락할 수 있을 것을 허락하게 되었다. 뉴욕주의 기관인 뉴욕주 도시개발공사(UDC)는 토지를 구입하고 호텔 운영사에게 임대하는 방식으로 제공할 계획이었다. 이후 1978년 견적위원회는 포트만을 대신하여 뉴욕시 정부가 재개발 보조금을 신청할 수 있도록 승인했다. 1978년 9월 슈버트 오가니제이션의 제럴드 쇤펠드는 그 다음 해인 1979년에 호텔이 착공되는 계획이 세워질 것이라고 예측했다.
1979년 초반에도 정부의 보조금이 여전히 승인되지 않았다. 정부 보조금 신청서가 제출되었지만 외부 자금 조달이 확보되기 전까지 보류되었다. 1979년 6월 호텔의 비용은 최소 2억 4천만 달러로 상승했으며 그 중 6천만 달러는 계획된 보조금과 포트만의 지분으로 사용되었을 것이다. 에퀴터블 생명보험은 모기지를 작성하여 남은 비용을 채우기 위해 다른 대주들과 협상하고 있었다. 최종적으로, 메트라이프와 매뉴팩처러 하노버(en)는 이 프로젝트에 펀딩하는데 에퀴테이블에 참여했다. 트러스트 하우스 포르테(en) 런던지사는 이 호텔을 운영하는 것에 대해 관심을 가지게 되었으나 1979년 11월 재개발 사업자들은 자금 조달에 여전히 난항을 겪고 있다고 밝혔다. 피카딜리 호텔 측은 같은 달에 매입하지 않겠다고 밝혔다. 피카딜리 호텔은 포트만의 비싼 숙박 요금으로 방을 제공하는 계획과 달리 저렴한 숙박 요금으로 방을 계속 제공할 계획이었다.

#### 난항
이러한 계획은 본래의 헬렌 헤이즈, 모로스코, 그리고 비쥬 극장들, 아스톨과 게이어티 극장의 잔해를 철거하는 일도 수반된다. 연극계 지지자와 보존주의자들은 포트만 호텔의 새 극장이 공간을 많이 차지하고 민스코프와 우리스 (거슈윈)(en) 극장 등을 모방한다고 주장했다. 뉴욕시 랜드마그 보존 위원회(LPC)는 헬렌 헤이즈 극장을 뉴욕에서 "최고급 극장 중 하나"(영어: one of the finest theaters)라고 하였고, 1978년에는 미국 국립사적지(NRHP) 목록에 등재 조건에 부합하다고 선언되었다. 1979년 11월, 한 변호사는 LPC가 기존의 헬렌 헤이즈 극장을 도시 랜드마크로 지정할 것을 강행하기 위해 LPC를 상대로 소송을 제기하였으나, LPC측은 극장에 대한 의견이 없었다. 다음달, 연극배우 노동조합은 뉴욕시 당국에게 기존의 극장 철거 계획을 철회할 것을 요구하였다. 반대로 국제연예산업노조는 슈버트 조직을 비롯한 극장 운영자들처럼 이 프로젝트가 진행되기를 지지하였다.
1980년 2월, 앤서니 퍼킨스, 호세 페레르, 그리고 토니 랜들 등의 배우들은 헬렌 헤이즈, 모로스코, 그리고 비쥬 극장을 철거하는데 반대를 표명했다. 뉴욕 정부가 토지 수용권을 통하여 피카딜리 호텔의 소유권을 획득할 예정과 더불어 1980년 3월, 피카딜리의 소유자들은 수용권을 막기 위해 고소했다. 연극배우 노동조합은 정부의 보조금을 반대하는 서명 운동을 벌였으며, 보조금은 아직 배분되지 않은 상태였다. 1980년 7월, 공연 주최자인 조셉 팝을 비롯한 반대측의 증거에도 불구하고 맨해튼 커뮤니티 보드 5는 포트만 호텔 측을 지지했다. 뉴욕 타임즈는 낮은 이자율과 호텔 방에 대한 높은 수요로 인해 프로젝트가 진행될 수 있다고 보도했다. 호텔측의 승인에 영향을 줄 수 없는 뉴욕 시의회 위원회가 문제점을 제기하기 전 반대측들은 이미 제기했고, 커뮤니티 보드 5가 호텔을 충분한 정보 없이 승인해왔다고 주장했다.
1980년 11월 뉴욕 정부는 추가적으로 650만 달러(총 2150만 달러)의 보조금을 받기 위해 승인을 내렸다. 다음달, 피카딜리 소유주들은 뉴욕시를 상대로 제기한 소송에서 합의를 하였고, 포트만이 해당 부지를 소유할 수 있게 되었다. 연극배우 노동조합을 비롯한 이 프로젝트의 나머지 반대측들이 호텔을 상대로 새로 기소했다. 1981년 1월 미국 주택도시개발부는 기존에 정부의 보조금을 보류하였는데, 이는 서류가 며칠 늦게 발송되었다는 이유로 추측된다. 다가오는 로널드 레이건 정부는 보조금 프로그램을 모두 폐지하기로 계획했고, 코흐 시장은 보조금과 상관 없이 호텔이 건립될 수 있다고 밝혔다. 1981년 4월에는 보조금이 승인되었다.

### 개발
1981년 1월, 포트만은 공식적으로 호텔 건립을 위한 부지를 인수하기 시작하였고, 기존의 임대 계약을 해지하였다. 메리어트가 그 해 3월 호텔을 운영할 가능성이 크다고 보고되었고 이후 호텔을 관리할 25년짜리 계약을 체결하였다. 이 호텔은 여전히 포트만 호텔로 입소문이 있었으나, 여러 차례의 공사 지연으로 인해 포트만의 어리석음 (Portman's Folly) 으로도 불렸다. 호텔의 개발사 이름은 공식적으로 타임스 스퀘어 호텔 컴퍼니 (Times Square Hotel Company)로 밝혀졌으며, 뉴욕주 도시개발공사로부터 매년 90달러의 임대료를 지불하면서 토지를 임대한 회사다. 초기 임대 계약은 75년간 진행되었으나, 메리어트 측은 정부 보조금 납부 후 토지를 공정 시장 가치에 구입하려는 노력을 할 수 있었다. 1982년 3월, 최종적으로 자금 계약이 체결되었다.

#### 건설 부지 정리 및 보존 노력

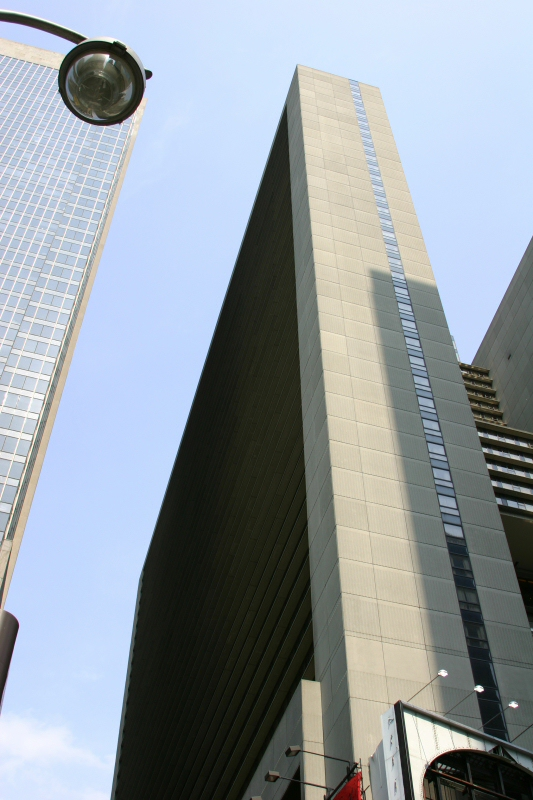
타임스 스퀘어에 있는 뉴욕 메리어트 마르퀴스

1981년 중순까지는, 착공 전까지 해결할 문제는 계획 과정에 대한 공청회와 연극배우 노동조합 측의 소송이다. 반대측들이 공청회에서 여러 의견을 남겼으나, 시 정부는 환경영향평가를 게시했고 이를 통하여 포트만의 계획에 손을 들어줬다. 최후의 노력으로, 반대측들이 리 해리스 포메로이에 의해 경쟁 제안을 내세우고, 포트만의 계획과 매우 유사했는데 호텔 건물이 여러 극장이 있는 영역을 침범할 가능성이 있었다. 포트만 프라퍼티스는 제안의 타당성에 대한 이의를 제기하지 않았지만 이는 호텔의 건설 기간을 늘릴 수 있다고 주장했다. 그리고 도시 계획 위원회는 결국 포메로이의 제안을 거절했다. 그럼에도 불구하고, 포메로이의 계획은 뉴욕시 예술 학회로부터 공로상을 수상받았다. 호텔 앞 브로드웨이의 일부를 보행로 광장을 조성하는 계획도 있었지만, 이에 대한 논란이 많았다. 일반적으로, 호텔 설립 지지자들은 보행 광장을 조성할 것을 지지했지만, 반대측들은 광장을 조성하는데 반대했다.
1981년 초반, 연극배우 노조와 이외의 보호 단체는 모로스코 극장을 미국 국립사적지에 등록하려고 했으나, 연방 정부는 이를 기각했다. 호텔 건립 반대측들이 이 극장 부지를 국립사적지에 등록하는 것을 지지한 이후, 모로스코 극장은 그해 11월 국립사적지에 등재 기준에 부합하다고 간주되었다. 이후, 연극배우 노조의 변호사와 천연자원보호협회는 레이건 대통령 보좌관 린 노프치거와 내무장관 제임스 와트(en)를 문화재보존자문위원회에게 포트만의 재개발 사업에 손을 들어주는 것을 강요한 혐의로 고소했다. 뉴욕 타임스의 어느 한 기자가 보존 문제는 연극 회의에서 논의를 할 수 없을 정도까지 극작가 간의 뜨거운 관심거리(영어: heated among playwrights)가 되었다고 제시했다. 연방 정부는 1982년 1월 6일에 모로스코와 헬렌 헤이스 극장 철거를 금지하는 임시 명령에 대해 법원에 항소했지만, 사흘 뒤 연방 법원은 철거를 승인했다. 결국 비쥬 극장은 1월 15일까지 철거되었다.
1982년 2월 연방 법원은 다른 극장의 철거를 허가할 것을 지시했고, 정치적 영향의 주장을 거절했다. 그해 3월 3일 배우들은 철거될 극장을 지키기 위해 시위를 했고, 연방 법원은 추가적으로 2주간 철거 유예를 지시했다. 철거 금지에 관한 연방 명령도 미국 연방 대법원 이 사건을 결정하기 전까지 유지되었다. 뉴욕 항소법원은 3월 17일에 항소심을 기각했고, 사흘 뒤에 제기된 항소도 기각했다. 그때까지 5개 중 3개의 극장이 철거되었다. 로버트 레드퍼드는 법의 전문적 사항으로 인하여 보행 광장에 호텔이 지어지는 것을 막기 위해 소송을 걸었다. 미국 연방 대법원이 항소심을 기각한 이후, 3월 22일에 헬렌 헤이스와 모로스코 극장 철거가 시작되었고, 몇몇 주요 배우들과 극장 관계자들은 이후 시위에서 체포되었다. 모로스코 극장은 국립사적지에 등록되지 않음에 따라 빠르게 철거되었지만, 헬렌 헤이스 극장에서 나온 역사적 및 건축학적으로 가치가 있는 유물들은 보존되었다. 극장 철거에 대한 논란이 1980년대에 더 큰 규모의 브로드웨이 극장 보존 운동을 일으켰다.

#### 건설
1982년 5월까지는 포트만이 브로드웨이 보행 공간 설치 계획을 취소하겠다고 하였으나 이에 대한 주민들의 반발이 거세졌다. 보행 공간 설치가 취소되면서 정면은 재설계되어야 했었다. 피카딜리 호텔을 제외한 호텔 부지는 1982년 중순까지 모두 철거되었다. 그해 7월, 포트만은 최근에 닫은 피카딜리 호텔의 부지의 소유권을 얻기 위해 총 1500만 달러를 투자했다. 동시에 포트만 프라퍼티스는 대주와 2억 2150만 달러의 자금 패키지 계약을 체결했으며, 최대 3억 2000만 달러의 비용을 펀딩할 수 있는 수준이다. 에퀴테이블 생명, 메트로폴리탄 생명, 매뉴팩츄러 하노버, 그리고 뉴욕주 공동퇴직기금은 공동으로 2억 달러를 대출을 하고, (첫 융자는 1억 5000만 달러, 두번째는 5000만 달러) 뉴욕시에서는 2150만 달러의 보조금을 대출할 것이다. 이후 피카딜리의 자산은 매각되었으나 여전히 정식 허가가 나지 않아 철거 작업은 1982년 말에 지연되었다. 포트만 호텔의 기초는 인근에 있는 극장의 상영 도중에 영향을 받지 않는 조건으로 발파 작업을 통하여 굴착되었다.

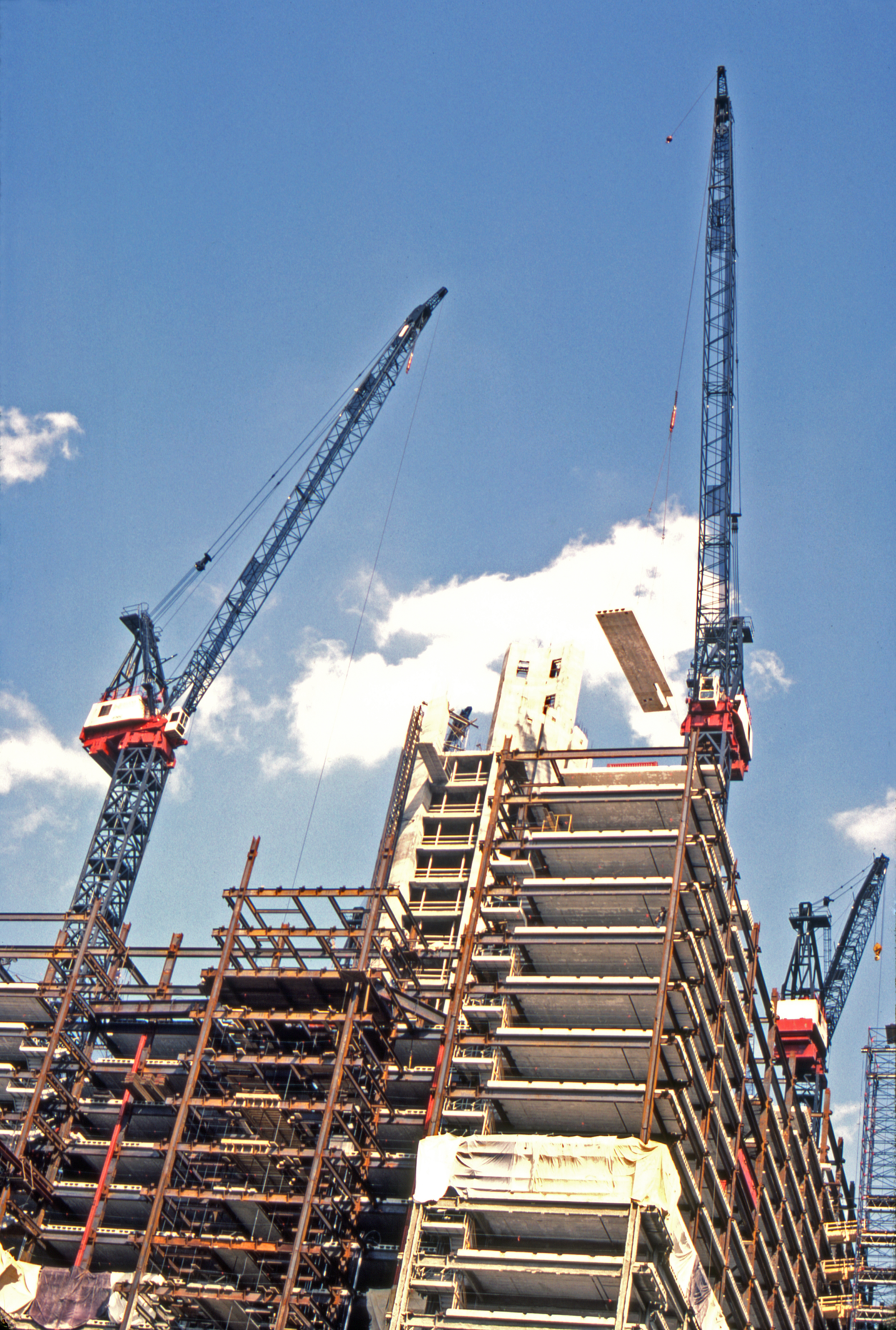
1984년 6월 건설중인 호텔

포트만 호텔은 1980년대 뉴욕에 지어지는 많은 건물 중의 하나였고, 3500개의 방이 모여있다. 메리어트 코퍼레이션 사장 빌 메리어트와 부사장 프레드 말렉은 어린 시절 타임스 스퀘어가 몰락하고 있었던것을 보고 새 호텔이 타임스 스퀘어를 발전할 것을 기대했다. 이 호텔은 1982년 말 "메리어트 마르퀴스" 라는 이름으로 결정되기 전까지는 공식적인 이름이 없었다. 그 전까지는 굴착 작업이 거의 마무리 되었다. 그 다음 콘크리트 엘리베이터 기둥이 매 시간에 1피트 (0.3미터)씩 올라가는 강철과 나무로 이루어진 거푸집에 부어졌다. 1983년 1월에는 기둥이 4층까지 올라섰다. 메리어트 이름이 붙은 간판은 기둥에 걸려져 있었으며, 데일리 뉴스에 따르면 대중들은 메리어트가 이 프로젝트를 주도하는지에 관해 의문을 가지게 되었다. 1983년 중반까지 기둥은 꼭대기까지 올라섰으며, 거더가 이후 지어질 것이었다.
엘리베이터 기둥이 세워지고 나서 거대한 강철 구조물이 설치되었다. 높은 트래픽과 밀접하게 지어진 객실로 인해 건설 노동자들을 위한 작업 공간은 좁았고, 건설 장비도 근처에 둘 수도 없었다. 철제 빔은 키어니에 있는 공장으로부터 이송되었고 바로 시공되었다. 오후 작업은 주로 건설 현장의 동쪽에서 이루어졌으며, 이때 서쪽에 있는 극장들은 오후 퍼포먼스 시간이었다. 1983년 중반 부족한 노동인력으로 인한 시위가 일어난 이후, 개발사는 뉴욕주 도시개발공사의 지침에 맞게 추가적으로 소수의 노동자들을 고용했고, 몇몇 여성들은 then-exclusively-male 프로젝트에 참여했다.

#### 완공
1984년 1월 메리어트 마르퀴스는 23개의 대출 기관으로부터 3억 2850만 달러가 재융자 되었다. 메리어트는 89%의 자본을 걸고 포트만은 나머지를 걸었다. 그때까지 메리어트 마르퀴스 호텔에는 잠재적인 숙박객에 의해 최소 30만박이 예약되었다. 한 손님이 1999년 12월 31일 타임스 스퀘어 볼 드롭을 기념하기 위해 호텔방을 예약했으며 최종적으로 입실 절차를 밟게 되었다. 메리어트 체인은 잠재적인 극장 운영자들과도 협상을 시작했다. 메리어트 마르퀴스는 하루 175달러의 숙박 비용을 징수하기로 계획했다. 호텔의 가치는 4억 달러까지 증가했다. 1974년 10월에 상량식이 개최되었다. 이 행사에서 코흐 시장은 "타임스 스퀘어의 왕관의 첫 보석 조각" (영어: first gem in the new Times Square crown) 이라고 칭찬했다.
1984년 11월, 네더랜더는 호텔의 극장을 운영할 권리를 받아들였다. 1985년 중순에 호텔이 완공될 무렵, 한 노동자가 현장에서 여러 층 높이에서 추락사하는 사고가 발생했다. 호텔이 개장하기 전, 뉴욕 타임스는 호텔을 타임스 스퀘어를 재개발하기 위한 거창한 계획의 핵심(영어: the linchpin of an ambitious plan to redevelop Times Square) 이라고 설명했고, 여러 주요 조직들은 이곳에 컨벤견을 예약했다. 공식 개장을 준비하기 위해, 다양한 자선단체와 정부기관을 위해 볼룸에서 모의 식사를 진행했다. 추가적으로, 1985년에, 포트만은 호텔의 28.68%의 지분을 2630만 달러에 구입하였고, 3억 7500만 달러를 12% 이율에 대출받았다.

### 개장

#### 개장 초기

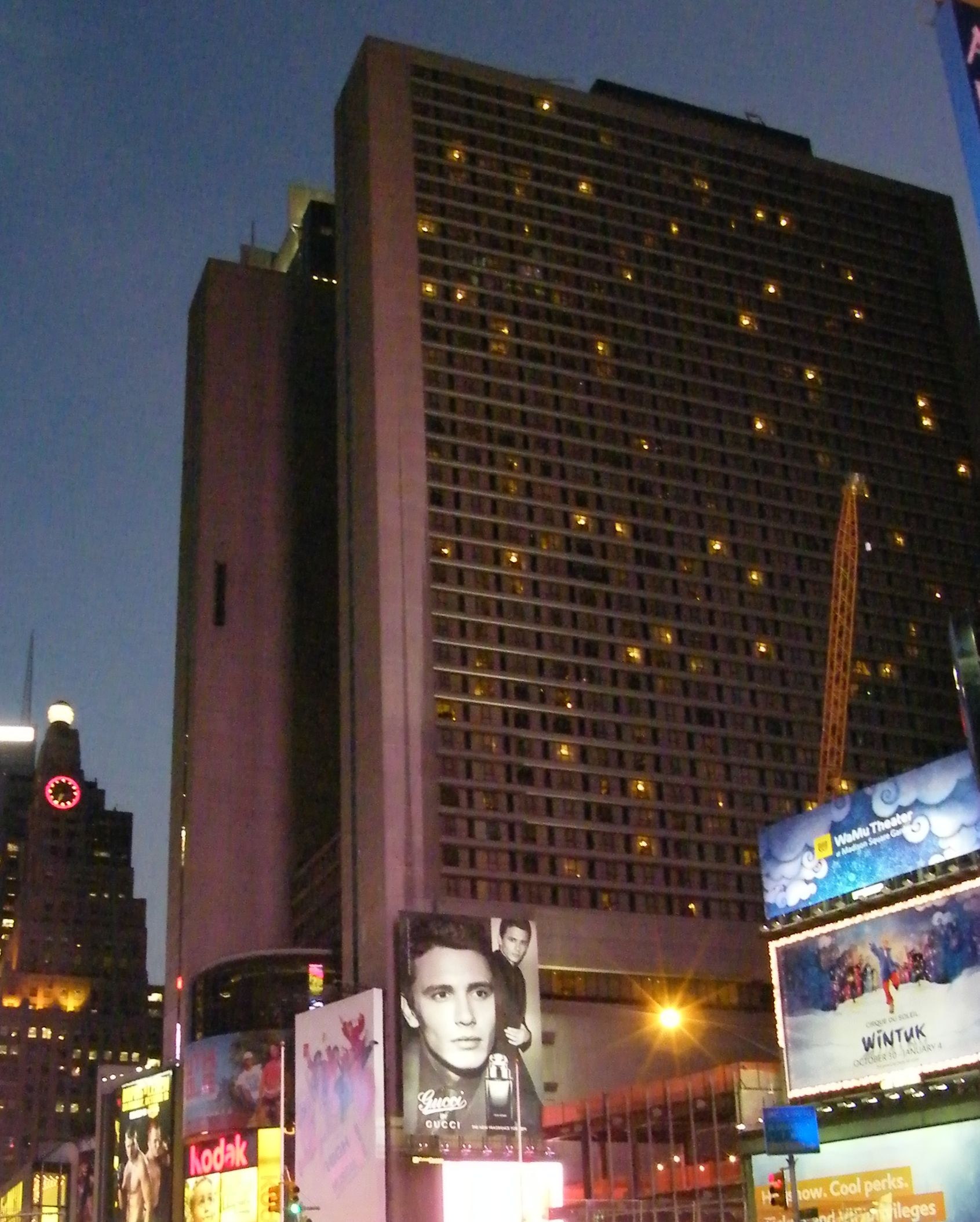
야간의 외부전경

메리어트 마르퀴스는 1985년 9월 3일에 개장했다. 원래 이틀 빠르게 개업할 예정이었으나, 8층에 대한 점유 증명서(en) 발급에 차질을 빚으면서 지연되었다. 최종 승인은 호텔 개장 전 오후에 구두로 선언되었으며, 예정된 응급간호사협회의 모임이 호텔에 개최되기 직전이었다. 개장 초기에는 미팅 공간, 식당, 그리고 아래층에 500여개의 방이 있었다. 옥상 회전 레스토랑과 극장은 아직 개장하지 않은 상태였다. 그 당시에는, 이 호텔이 연말까지 완공될 계획은 아니었으나, 1995년에 총 120만박이 예약되었다. 메리어트 경영진들은 이 호텔이 수익성 있는 호텔이 되기 위해서는 수년이 걸릴 것으로 예상했다. 연극배우 노조는 이 호텔에 대한 원한이 여전히 있었으며, 미국 배우 기금에게 호텔 개장 이후 계획된 이들을 취하는 것을 취소할 것을 지지했다.
이 호텔은 1985년 10월에 공식적으로 헌신되었다. 이후 그해, 코닥은 이 호텔의 하나의 바깥 패널에 세계에서 가장 큰 컬러 포토 전광판을 설치했다. 호텔 내 마르퀴스 시어터는 1986년 7월에 개장했다. 첫 2년간 메리어트 마르퀴스는 손님 수가 100만명을 돌파했다. 1986년과 1987년의 평균 하루 숙박 요금은 고시된 요금보다 훨씬 적었으며, 비즈니스 중 절반 가까이 되는 예약은 단체 비즈니스였고, 메리어트에서 애초에 예측했던 것 보다 많았다. 호텔에 대한 논란과 비판은 크게 가라앉았지만, 일부 브로드웨이 공연자들은 완공 이후 호텔 방문을 거부했다. 이 호텔에는 1986년부터 1994년까지 개최된 NFL 드래프트을 비롯한 다양한 행사가 개최되었다. 1980년대 말까지는, 메리어트 마르퀴스는 일년 내내 80%의 점유율을 유지했으며, 맨해튼에 있는 다른 호텔보다도 높았다. 이는 1980년대에 개발될 타임스 스퀘어 주변에 있는 여러 호텔 중 하나였고, 전체적으로 뉴욕 내에서도 손꼽힌다.

#### 1990년대와 2000년대
1990년대 초반까지 포트만은 3억 7500만 달러의 빚을 갚는데 난항을 겪고 있었다. 결과적으로 1993년 말에, 최근에 분할한 호스트 메리어트는 포트만이 채무를 이행하지 못하여 메리어트 마르퀴스 내 28.6%의 지분을 소유하게 되었다. 다음 해, 커피 브랜드인 맥스웰 하우스에서 이 호텔의 정면에 전광판을 설치하였다. 1990년대 중반까지는 뉴욕 메리어트 마르퀴스는 특히 타임스 스퀘어의 활성화로 인하여 수익성이 높아졌다. 1997년 뉴욕 타임스의 보도에 따르면 호텔 방 점유율은 일년 내내 90%의 점유율을 달성하였고, 크레인스 뉴욕은 규모, 수익, 또는 점유율을 따졌을 때 뉴욕 메리어트 마르퀴스가 메리어트 브랜드 중에서 "전세계에서 가장 성공적인 호텔"이라고 보도했다. 이때 47개국어를 할 수 있는 총 1700명의 직원이 있었다.
1998년 굿윌 게임의 개최에 앞서, 메리어트는 호텔 정면에 비닐 패널로 제작된 3층 높이의 간판을 부착했다. 1998년, 루돌프 줄리아니 시장의 행정부가 토지 임대 기간을 75년에서 35년으로 단축했다. 메리어트는 2017년에 계약이 종료될 때 총 1990만 달러를 지불할 것이고, 소정의 세금을 납부하는 대신 일정 금액을 납부할 것이다. 줄리아니 시장은 이 동작이 1990만 달러의 세금을 40년 일찍 걷을 수 있게 하고 40년간 거두어들인 세금이 1600만 달러가 될 것이라고 말했다. 호텔 정면에 설치된 코닥 전광판은 1999년에 새단장하고 확대되었다.
호텔 개장 이후, 혼잡한 엘리베이터가 주요 문제점이 되고 있었는데, 최대 30분의 대기시간이 있을 정도였다. 이 호텔의 민원 4개중 3개꼴로 승강기 관련 문제였고, 어느 메리어트 호텔 중에서도 가장 많은 민원이 접수된 것 중 하나였다. 이에 따라, 2002년부터 2004년까지 6대의 업무용 승강기가 행선층 예약시스템 설치와 함께 새단장 되었다. 16대의 고객용 엘리베이터는 2004년을 시작으로 행선층 예약시스템 설치와 함께 2006년까지 새단장 되었다. 엘리베이터 기둥의 구조적인 한계로 추가적인 승강기를 설치할 수 없게 됨에 따라 행선층 예약시스템 설치를 한 것이다. 객실 내 미니바 냉장고는 이용률이 적은 이유로 2000년 중순까지 철거되었다. 2000년대 후반까지 이 호텔의 점유율은 일년 내내 90%를 유지하고 있었다. 2008년 감정에 따르면 이 호텔의 가치는 5억 7970만 달러로 뉴욕에서 가장 가치가 높은 호텔이 되었다.

#### 2010년대~현재
메리어트는 2010년에 호텔 부지 값으로 1070만 달러를 납부하겠다고 제안했지만 실패하였다. 게스트룸은 2011년과 2012년에 새단장 되었다. 호텔의 새단장 작업의 일부로, 크로스로드(Crossroads) 식당이 개업하였고, 브로드웨이 라운지(Broadway Lounge)도 새단장 되었다. 2012년 4월까지 코닥 표지판은 더 이상 수익성이 없었고 코닥측은 전광판 임대차 계약을 종료하겠다고 밝혔다. 그해 8월, 보나도 리얼티 트러스트는 메리어트 마르퀴스의 리테일 공간을 재개발할 목적으로 20년 임대 계약을 맺었다. 이 회사는 1억 4000만 달러를 투자하여 기반에 있는 간판을 업그레이드 하고 리테일 공간을 새단장할 것을 계획했다. 보나도 측은 업그레이드 된 간판이 수익성이 높을 것이라고 기대했다.
2013년, 호스트 호텔 & 리조트가 엘파이어 스테이트 개발 공사(ESDC)로부터 메리어트 마르퀴스를 1990만 달러에 구입하였다. 뉴욕시 감사관 존 리우는 이 거래에 대해 비판했으며, 해당 부지가 1억 9300만 달러의 시장 가치가 있다고 말했다. 기반에 있는 확대된 전광판은 2014년 11월에 완성되었다. 2018년 9월, 보나도는 호스트 호텔 & 리조트로부터 메리어트 마르퀴스의 리테일 공간의 나머지 46%의 지분을 4억 4200만 달러에 인수했고, 이는 보나도에게 리테일 공간과 외부 전광판의 전체적 통제권을 부여한다. 이때, 인빅타, 리바이스, 세포라, 스와치, 그리고 T-모바일을 포함한 상가들이 입주했다.

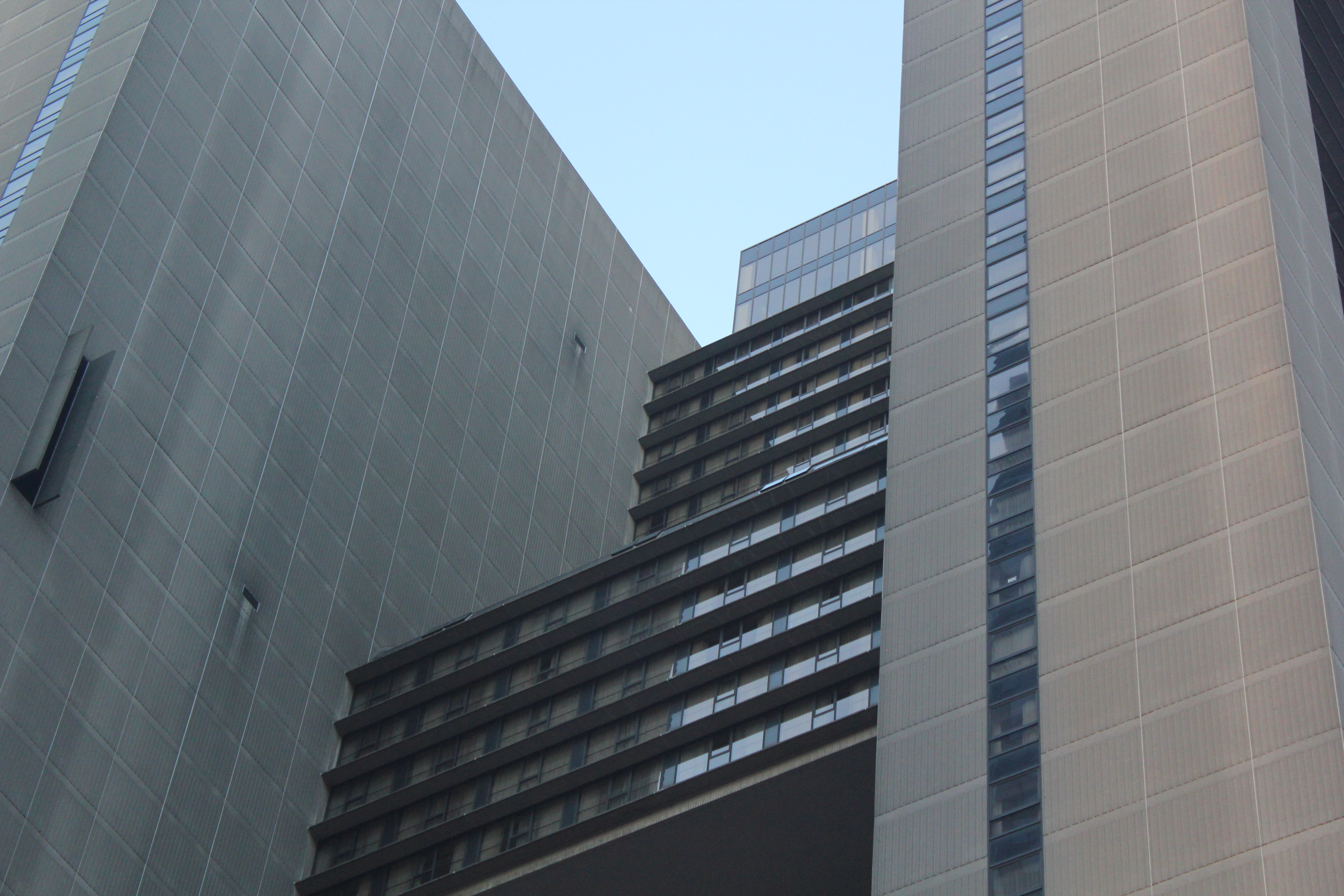
두 날개 구조물 사이 오목한 호텔 방 섹션

메리어트 마르퀴스 개장 이래 직원들간의 노조가 한번도 설립된 적이 없었다. 2020년 코로나19 범유행 당시, 호텔의 수요가 폭락한데 이어, 메리어트는 850여개 이상의 모든 식품업 종사 직책을 외부업체와 위탁하기로 결정했다. 2020년 12월, 메리어트는 모든 식품업 종사자들에게 3월에 해고될 것이라고 통보했다. 이 조치로 인해 해고 노동자들이 시위에 나서게 되었고, 뉴욕 법무장관이 조사에 착수했으며, 나머지 노동자들은 2021년 상반기에 노조를 결성했다. 그해 8월, 옴니빌드는 16개월에 거처 메리어트 마르퀴스 새단장 작업을 마쳤으며, 총 3000만 달러가 소요되었다. 새단장 작업의 일부로, 바, 식당, 미팅 공간, 그리고 무도회장은 업그레이드 되었고, 73미터에 달하는 스카이 브리지가 9층에 설치되었다. 추가적으로, 가스를 증기로 변환하는 보일러 발전기도 설치되었다. 메리어트 마르퀴스의 식품업체는 유니언 스퀘어 호스피탈리티 그룹으로 선정되었다.

## 비평
초기 계획 중에, 건축 비평가 아다 루이스 허스터블은 포트만 호텔이 뉴욕에서 가장 높은 호텔이 될 뿐만 아니라, 가장 드라마틱하고, 반복적이고, 애틀란타, 시카고, 그리고 샌프란시스코에서 사용하고 있는 포트만의 공식을 확대할 것(영어: will be not only the city's tallest, but also its most dramatic, repeating and enlarging a successful Portman formula already in operation in Atlanta, Chicago, and San Francisco) 이라고 적었다. 허스터블은 타임스 스퀘어의 재개발이 이른바 크고 전세를 뒤집는 호텔이 성공할 수 있을지에 대해 우연한 일이라고 밝혔다. 건축 포럼은 포트만이 궁여지책으로 (특히 타임스 스퀘어의 상황 속에서) 괜찮은 일을 한다 (영어: any Portman in a storm (especially that of Times Square) will do just fine)라고 하였고, 더 뉴요커는 호텔이 재미 있어보였다 (영어: The hotel looked like fun)라고 하였다. 반대로, 아키텍처 플러스의 스탠리 애버크롬비 기자는 호텔이 지상층의 타임스 스퀘어에게 주는 이득을 주는 것보다 부정적인 영향을 미칠것이라고 위협한다 (영어: the hotel threatens to effect, at street level, a weakening rather than a strengthening of Times Square vitality)라고 비판했다.
1980년, 재설계된 호텔이 공개된 이후, 폴 골드버거는 그가 호텔 계획을 지지했다고 적었다. 계획된 극장 철거 작업에 대해 약간 불안해했지만, 계속되는 도시의 삶은 항상 트레이드오프 중 하나 (영어: the life of an ongoing city is always one of tradeoffs)라고 말했다. 미국 건축가 협회 기자 애버크롬비는 1982년, 새 호텔은 해당 지역에 놀라운 일들을 할 것이라고 했지만, 다른 부지에 건설되었으면 더 이득이 될 것이다 (영어: The new hotel may do wonderful things for the area, but it could have been even more beneficial if another site had been chosen for it.)라고 말했다. 마이클 소킨은 이 호텔을 희망 없이 자기중심적 (영어: hopelessly self-centered)이라고 평가했다. 호텔이 개업한 이후, 골드버거는 디자인이 시대에 뒤쳐졌다고 하였으며, 대부분이 마치 뒤집힌 벙커처럼 타임스 스퀘어에 어렴풋이 모습을 드러낸다 (영어: looming over Times Square like an upended bunker) 라고 말했다. 호텔 완공 2년 후 뉴스데이는 외관이 댈러스에 있는 어떤 것과도 비교할 수 없을 것이고 (영어: exterior could hold its own against anything in Dallas), 내부는 루크 스카이워커가 다스베이더랑 싸웠던 공간과 유사하다고 (영어: interior resembles the set where Luke Skywalker battled Darth Vader.) 하였다. 허버트 머셤프는 "호텔 전체적으로, 디자인으로 인해 호텔의 존재 금지를 밖으로 두고 유지가 되도록 하며, 다행히도 이 존재 금지 규정을 경계하도록 한다" (영어: Throughout the hotel, design issues a protective order that makes the city outside a forbidding presence, mercifully kept at bay.)라고 말했다.
호텔 서비스 자체로는, 많은 엇갈린 평가가 있었다. 뉴욕 상위 100개의 호텔 목록에 포함하지 않은 U.S. 뉴스 & 월드 리포트는 "일부 이전 방문객에게는 메리어트는 그들을 이길 정도로 수준 높은 서비스를 제공하지만 (중략) 다른 고객에게는 좋은 위치에 있다고 평가한다" (영어: For some previous visitors it's this Marriott's high-caliber service that wins them over [...] but for others it's the enviable location.)라고 적었다.

### 내용주
1. ↑  메리어트 마르퀴스 부지에 있었던 역사적인 헬렌 헤이스 극장은 44번가에 있는 현재의 헬렌 헤이스 극장 (구 리틀 시어터)과 별개이다.[8]
2. ↑  뉴욕 타임즈 보도에 따르면, 대주들은 제안된 2억 5000만 달러의 비용 중 1억 7000만 달러를 지급할 것이라고 밝혔다.[102] 데일리 뉴스 보도에 따르면, 대주들은 제안된 2억 4000만 달러의 비용 중 1억 8000만 달러를 지급할 것이라고 밝혔다.[101]

### 참조주
1. 1 2  “1535 Broadway, 10036”. New York City Department of City Planning. 2021년 3월 25일에 확인함.
2. 1 2 3 4 5 6 7 8 9  “1535 Broadway - Marriott Marquis”. 《Privately Owned Public Space (APOPS)》. 2016년 3월 31일. 2021년 11월 1일에 확인함.
3. 1 2 3  Abercrombie 1982
4. 1 2 3 4  Goldberger, Paul (1982년 5월 5일). “Projected Mall in Times Sq. Area Losing Support”. 《The New York Times》 (미국 영어). ISSN 0362-4331. 2021년 11월 1일에 확인함.
5. ↑  Warerkar, Tanay (2017년 4월 19일). “See how Snøhetta's transformation of Times Square made it more pedestrian friendly”. 《Curbed NY》. 2021년 11월 1일에 확인함.
6. ↑  Fishbein, Rebecca (2017년 4월 19일). “Photos: Times Square's Transformation Into A Pedestrian-Friendly Tourist Fun Zone Is Complete”. 《Gothamist》. 2021년 11월 1일에 확인함.
7. ↑  “Times Square - CECM”. 《Welcome to NYC.gov》. 2020년 11월 5일. 2021년 11월 1일에 확인함.
8. ↑  Lawson, Carol (1983년 7월 22일). “Helen Hayes Honored as Theater Is Renamed”. 《The New York Times》 (미국 영어). ISSN 0362-4331. 2021년 11월 8일에 확인함.
9. 1 2  Horsley, Carter B. (1981년 2월 20일). “New Proposal for Times Square Block”. 《The New York Times》 (미국 영어). ISSN 0362-4331. 2021년 10월 30일에 확인함.
10. 1 2 3 4 5 6 7  Stern, Mellins & Fishman 1995
11. ↑  Neill, Nancy (Jul 1985). “Bill Marriott Opens His Marquis”. 《Business Atlanta》 14 (7): 44. ProQuest 216460023. |id=에 templatestyles stripmarker가 있음(위치 1) (도움말)
12. 1 2 3 4  “New York Marriott Marquis”. Emporis. 2021년 1월 1일에 확인함.
13. ↑  “New York Marriott Marquis Hotel - The Skyscraper Center”. 《Council on Tall Buildings and Urban Habitat》. 2008년 11월 2일. 2021년 11월 6일에 확인함.
14. 1 2  “The Secret Floors of NYC's Marriott Marquis Hotel: Real or Urban Myth?”. 《Untapped New York》. 2015년 11월 2일. 2021년 11월 6일에 확인함.
15. ↑  “VIDEO: Ride the Elevator Up to the Marriott Marquis' Secret 55th Floor”. 《6sqft》. 2015년 10월 20일. 2021년 11월 6일에 확인함.
16. ↑  “New York Marriott Marquis”. Host Hotels & Resorts. 2021년 11월 6일에 확인함.
17. 1 2 3 4  Huxtable, Ada Louise (1973년 7월 11일). “54 ‐Story Hotel Expected to Revitalize Times Square”. 《The New York Times》 (미국 영어). ISSN 0362-4331. 2021년 10월 30일에 확인함.
18. 1 2 3  “Portman show to open on B'way in 1977” (PDF). 《Progressive Architecture》 54: 23-24. Aug 1973.
19. 1 2 3 4 5 6  “A bank that lures new customers” (PDF). 《Architectural Forum》 139: 16. Sep 1973.
20. 1 2 3 4 5 6 7 8 9  Brown 1984
21. 1 2 3  Goldberger, Paul (1980년 3월 6일). “Has Times Square Room for the Portman?; An Appraisal Different Attitudes Flamboyant Designs Vast Moving Sign Saddening Loss”. 《The New York Times》 (미국 영어). ISSN 0362-4331. 2021년 10월 31일에 확인함.
22. 1 2 3 4 5 6 7 8 9 10 11  Mosquera, Virginia (2012년 11월 5일). “Marriott Marquis Renovation”. 《STRUCTURE magazine》. 2021년 11월 6일에 확인함.
23. 1 2 3 4 5  Nash, Eric P., Jr. (1999). 《Manhattan Skyscrapers》. Princeton Architectural Press. 149쪽. ISBN 1-56898-181-3.
24. 1 2 3 4 5 6 7 8 9 10 11 12 13 14 15 16 17 18 19 20 21  Stetson, Damon (1984년 1월 8일). “Putting Together a 50-story Extravaganza”. 《The New York Times》 (미국 영어). ISSN 0362-4331. 2021년 11월 1일에 확인함.
25. 1 2  Dougherty, Philip H. (1985년 11월 25일). “Advertising; Times Sq. Presence For Kodak”. 《The New York Times》 (미국 영어). ISSN 0362-4331. 2021년 11월 6일에 확인함.
26. 1 2  Pasternack, Irving (1985년 11월 10일). “Eastman Kodak Co. takes on Times Square”. 《The Daily Times》. 67면. 2021년 11월 6일에 확인함 – newspapers.com 경유.
27. 1 2  Kane, Courtney (1999년 12월 23일). “The Media Business: Advertising; Kodak has given its Times Square billboard a face lift to keep up with the neighborhood.”. 《The New York Times》 (미국 영어). ISSN 0362-4331. 2021년 11월 7일에 확인함.
28. 1 2  Steel, Emily (2014년 11월 17일). “Times Square’s Biggest and Most Expensive Digital Billboard Is Set to Shine”. 《The New York Times》 (미국 영어). ISSN 0362-4331. 2021년 11월 6일에 확인함.
29. 1 2  Associated Press (2014년 11월 18일). “8-story-tall billboard to light up Times Square”. 《USA TODAY》. 2021년 11월 6일에 확인함.
30. ↑  “Large HD Digital Advertising Display Lights Up New York Marriott Marquis”. 《Hotel Business》. 2014년 11월 20일. 2021년 11월 6일에 원본 문서에서 보존된 문서. 2021년 11월 6일에 확인함.
31. 1 2 3 4  “Round Table; Concrete in architecture: a current assessment” (PDF). 《Architectural Record》 163: 89. Nov 1982.
32. 1 2 3 4 5  Pace, Eric (1983년 7월 6일). “For Broadway: A New Hotel With a Theater: Hotel With Theater Rising on Broadway”. 《The New York Times》. B1면. ISSN 0362-4331. ProQuest 121858907. |id=에 templatestyles stripmarker가 있음(위치 1) (도움말)
33. 1 2 3 4  Stern, Fishman & Tilove 2006
34. 1 2 3  Herman, Robin; Johnston, Laurie (1983년 1월 20일). “New York Day by Day”. 《The New York Times》 (미국 영어). ISSN 0362-4331. 2021년 11월 1일에 확인함.
35. 1 2  Thompson, Clive (2006년 12월 10일). “Smart Elevators”. 《The New York Times》 (미국 영어). ISSN 0362-4331. 2021년 11월 6일에 확인함.
36. ↑  “Cities 101: How Do "Smart Elevators" Work?”. 《Untapped New York》. 2013년 8월 8일. 2021년 11월 6일에 확인함.
37. 1 2 3 4  Angwin, Julia (2006년 11월 19일). “No-button elevators take orders in lobby”. 《Sunday Gazette - Mail》. 5A면. ProQuest 332381979. |id=에 templatestyles stripmarker가 있음(위치 1) (도움말)
38. 1 2  “NY Marriott Installs New Elevator System”. 《Hotel Business》 (미국 영어). 2004년 9월 21일. 2021년 11월 6일에 원본 문서에서 보존된 문서. 2021년 11월 6일에 확인함.
39. 1 2 3  “Dixie Kid Socko on Great White Way” (PDF). 《Progressive Architecture》 54: 23-24. Aug 1973.
40. 1 2  Carroll, Maurice (1970년 5월 3일). “8‐Block Shubert Alley Extension Is Aim”. 《The New York Times》 (미국 영어). ISSN 0362-4331. 2021년 11월 1일에 확인함.
41. 1 2 3  Dunlap, David W. (1984년 7월 28일). “Marriott Marquis Builds Inner Roadway for Taxis”. 《The New York Times》 (미국 영어). ISSN 0362-4331. 2021년 11월 1일에 확인함.
42. ↑  Roberts, Sam (1983년 6월 8일). “Vertical Malls: City Sidewalks Move Indoors”. 《The New York Times》 (미국 영어). ISSN 0362-4331. 2021년 11월 1일에 확인함.
43. ↑  “Here & There”. 《New York Daily News》. 1985년 8월 18일. 421면. 2021년 11월 2일에 확인함 – newspapers.com 경유.
44. ↑  Freedman, Samuel G. (1984년 11월 10일). “Nederlander Is Offered Hotel Theater Rights”. 《The New York Times》. ISSN 0362-4331. 2014년 12월 26일에 확인함.
45. ↑  Freedman, Samuel G. (1985년 1월 15일). “New Theater in Hotel Assailed and Defended”. 《The New York Times》 (미국 영어). ISSN 0362-4331. 2021년 11월 2일에 확인함.
46. 1 2  Brown 1984
47. 1 2 3 4 5 6  Schwartz, Ethan (1985년 9월 4일). “Marriott Marquis Opens Its Doors”. 《The New York Times》 (미국 영어). ISSN 0362-4331. 2021년 10월 30일에 확인함.
48. 1 2 3  “Omnibuild completes $30 million renovation of Marriott Marquis in Times Square”. 《www.bizjournals.com》. 2021년 8월 24일. 2021년 11월 6일에 확인함.
49. ↑  “Art of glass”. 《The Journal News》. 1985년 9월 15일. 68면. 2021년 11월 2일에 확인함 – newspapers.com 경유.
50. 1 2 3 4 5 6 7  Johnson, Richard L. (2011년 9월 22일). “Marriott and Host Hotels & Resorts Unveil $39 Million Renovation of the 1,946-room New York Marriott Marquis in Times Square / September 2011”. 《Hotel-Online》. 2021년 11월 6일에 원본 문서에서 보존된 문서. 2021년 11월 6일에 확인함.
51. ↑  “Crossroads American Kitchen & Bar: New York City Restaurant, Times Square/Theatre District”. 《NYCgo.com》. 2021년 11월 6일에 확인함.
52. ↑  “Broadway Restaurants & Lounge NYC”. 《New York Marriott Marquis》. 2021년 11월 1일. 2021년 11월 6일에 확인함.
53. 1 2  “Broadway Lounge at the New York Marriott Marquis”. 《Time Out New York》. 2017년 3월 22일. 2021년 11월 6일에 확인함.
54. 1 2 3  “New York Marriott Marquis”. 《U.S. News & World Report》. 2021년 11월 7일에 확인함.
55. 1 2 3  “Venues in Manhattan”. 《New York Marriott Marquis》. 2021년 11월 6일. 2021년 11월 6일에 확인함.
56. 1 2  “Meeting Space NYC”. 《New York Marriott Marquis》. 2021년 11월 1일. 2021년 11월 6일에 확인함.
57. ↑  Kahn, Daniel (1985년 6월 9일). “Motels Are Out, Hotels Rising”. 《Newsday》. 99면. 2021년 11월 2일에 확인함 – newspapers.com 경유.
58. 1 2  Wayne, Leslie (1985년 9월 22일). “Marriott Stakes Out New Territory”. 《The New York Times》 (미국 영어). ISSN 0362-4331. 2021년 11월 2일에 확인함.
59. 1 2  Goldberger, Paul (1985년 8월 31일). “Marriott Marquis Hotel: an Edsel in Time Sq.?”. 《The New York Times》 (미국 영어). ISSN 0362-4331. 2021년 11월 2일에 확인함.
60. ↑  “Times Square Hotel Suite”. 《New York Marriott Marquis》. 2021년 11월 2일. 2021년 11월 2일에 확인함.
61. 1 2  Carlson, Jen (2016년 7월 15일). “Photos From NYC's Only Revolving Restaurant”. 《Gothamist》. 2021년 11월 1일에 확인함.
62. ↑  Blau, Eleanor (1986년 1월 24일). “Two Views of New York, One That Rotates”. 《The New York Times》 (미국 영어). ISSN 0362-4331. 2021년 11월 6일에 확인함.
63. ↑  Phillips, McCandlish (1969년 7월 24일). “Planners Ask: Will Success Spoil Times Sq.?; As Changes Near, Planners Ask: Will Success Spoil Times Sq.?”. 《The New York Times》 (미국 영어). ISSN 0362-4331. 2021년 10월 30일에 확인함.
64. 1 2  “Slow-Renting Times Sq. Skyscrapers Throw Pall Over Realty, Restaurants”. 《Variety》 261 (7): 1, 45. 1970년 12월 30일. ProQuest 963030766. |id=에 templatestyles stripmarker가 있음(위치 1) (도움말)
65. ↑  “Extended Shubert Alley (To 46 St.) Stymied By Hotel Refusing to Sell”. 《Variety》 256 (6): 1, 67. 1969년 9월 24일. ProQuest 1014851256. |id=에 templatestyles stripmarker가 있음(위치 1) (도움말)
66. ↑  Venturi, Robert (1977). 《Learning from Las Vegas》. Cambridge, Mass: MIT Press. 158쪽. ISBN 978-0-262-72006-9. OCLC 2797808.
67. 1 2 3  Goldberger 1973
68. 1 2 3  Geist, William E. (1985년 10월 12일). “About New York; New Broadway Hotel Gets the Once Over”. 《The New York Times》 (미국 영어). ISSN 0362-4331. 2021년 11월 6일에 확인함.
69. ↑  “Pictures: New Airconditioning Cost Closes Astor; Reade Site Vs. Subway Rumble; Landlords' Times Square Dilemma”. 《Variety》 267 (3): 5, 28. 1972년 5월 31일. ProQuest 962917816. |id=에 templatestyles stripmarker가 있음(위치 1) (도움말)
70. 1 2 3 4 5 6  Kakutani, Michiko (1982년 1월 24일). “Portman Hotel: Broadway Is a House Divided”. 《The New York Times》 (미국 영어). ISSN 0362-4331. 2021년 11월 1일에 확인함.
71. 1 2 3  McFadden, Robert D. (1972년 11월 3일). “$75‐Million, 2,000‐Room Hotel Is Being Planned for Times Sq.”. 《The New York Times》 (미국 영어). ISSN 0362-4331. 2021년 10월 30일에 확인함.
72. 1 2  Moritz, Owen (1972년 11월 3일). “Times Sq. Hotel on Drawing Board”. 《New York Daily News》. 257면. 2021년 10월 30일에 확인함 – newspapers.com 경유.
73. ↑  “Personal Appearances: Times Sq. Looking Up; Map $75-Mil 56-Story Hotel”. 《Variety》 268 (13): 53. 1972년 11월 8일. ProQuest 1032457992. |id=에 templatestyles stripmarker가 있음(위치 1) (도움말)
74. ↑  Stern, Mellins & Fishman 1995
75. 1 2  Wallach, Amei (1973년 12월 12일). “Good Times Ahead For Times Square”. 《Newsday》. 100, 101, 113면. 2021년 10월 30일에 확인함 – newspapers.com 경유.
76. ↑  Connolly, William G. (1972년 12월 17일). “In Hotels, the Key Is Occupancy, and It Is Up a Little: Hotel Occupancy Up a Little”. 《The New York Times》. R1면. ISSN 0362-4331. ProQuest 119532029. |id=에 templatestyles stripmarker가 있음(위치 1) (도움말)
77. ↑  Horsley, Carter B. (1973년 4월 30일). “Delay on Hotel Is Laid to Title”. 《The New York Times》 (미국 영어). ISSN 0362-4331. 2021년 10월 30일에 확인함.
78. 1 2  Siegel, Max H. (1973년 7월 12일). “City Planning U nit Acts to Speed Building of Times Square Hotel”. 《The New York Times》 (미국 영어). ISSN 0362-4331. 2021년 10월 30일에 확인함.
79. 1 2  Miele, Alfred (1973년 7월 11일). “City Will Show Plan for 150M Hotel, Theater”. 《New York Daily News》. 15면. 2021년 10월 30일에 확인함 – newspapers.com 경유.
80. ↑  “54-story hotel set for NYC”. 《The Journal News》. 1973년 7월 11일. 21면. 2021년 10월 30일에 확인함 – newspapers.com 경유.
81. ↑  See:
{저널 인용|제목=The Portman Style|저널=Newsweek|날짜=1973-07-23|권=82|호=4|쪽=53|id=ProQuest 1894143059|ref=none}}
“John Portman to build Times Square hotel” (PDF). 《Architectural Record》 154: 39. Aug 1973.
82. 1 2  Stern, Mellins & Fishman 1995
83. ↑  Fowler, Glenn (1975년 1월 21일). “Decision Awaited on a Permanent Times Sq. Mall”. 《The New York Times》 (미국 영어). ISSN 0362-4331. 2021년 10월 30일에 확인함.
84. 1 2  Horsley, Carter B. (1975년 1월 29일). “Fiscal Crisis Perils Proposed Hotel Here”. 《The New York Times》 (미국 영어). ISSN 0362-4331. 2021년 10월 30일에 확인함.
85. ↑  Moritz, Owen (1975년 1월 29일). “Times Sq. Developer Calls for Financing”. 《New York Daily News》. 7면. 2021년 10월 30일에 확인함 – newspapers.com 경유.
86. ↑  Baker, Sybil (1975년 3월 4일). “Eye Pension $ to Spur Building”. 《New York Daily News》. 56면. 2021년 10월 30일에 확인함 – newspapers.com 경유.
87. 1 2  “Legitimate: Portman Hotel Project Dead; Morosco, Hayes Theatres Okay”. 《Variety》 281 (6): 61. 1975년 12월 17일. ProQuest 1285995877. |id=에 templatestyles stripmarker가 있음(위치 1) (도움말)
88. 1 2  “Portman Calling Off Times Square Hotel”. 《The Atlanta Constitution》. 1975년 12월 14일. 6면. 2021년 10월 30일에 확인함 – newspapers.com 경유.
89. 1 2  McFadden, Robert D. (1975년 12월 14일). “Developer Drops Hotel Plan Here”. 《The New York Times》 (미국 영어). ISSN 0362-4331. 2021년 10월 30일에 확인함.
90. 1 2  Kaiser, Charles (1978년 3월 1일). “Portman Says It Will Build Hotel On Times Square if U.S. Gives Aid”. 《The New York Times》 (미국 영어). ISSN 0362-4331. 2021년 10월 30일에 확인함.
91. ↑  Brass, Dick (1976년 4월 15일). “A 40-Stall Flea Market Gets Scratched by the City”. 《New York Daily News》. 5면. 2021년 10월 30일에 확인함 – newspapers.com 경유.
92. ↑  Ain, Stewart; Lombardi, Frank (1976년 1월 11일). “City Hopes Tax Incentives Can Spark Job Renaissance”. 《New York Daily News》. 3, 47면. 2021년 10월 30일에 확인함 – newspapers.com 경유.
93. 1 2 3 4 5 6 7  Stern, Fishman & Tilove 2006
94. ↑  Shepard, Joan (1978년 3월 1일). “City Seeks 15M for a Hotel”. 《New York Daily News》. 10면. 2021년 10월 30일에 확인함 – newspapers.com 경유.
95. ↑  See:
Allen, Joy (1978년 8월 18일). “5 'OKs' for Queens”. 《Newsday》. 5, 13면. 2021년 10월 30일에 확인함 – newspapers.com 경유.
“Tax Package For Portman Hotel 'Sells' Times Sq.”. 《Variety》 292 (3): 1, 93. 1978년 8월 23일. ProQuest 1401335545. |id=에 templatestyles stripmarker가 있음(위치 1) (도움말)
96. ↑  Robbins, I. D. (1979년 9월 11일). “The queen of the sweetheart deals”. 《New York Daily News》. 512면. 2021년 10월 30일에 확인함 – newspapers.com 경유.
97. ↑  See:
Allen, Joy (1978년 10월 20일). “Water, Sewer Waivers Vetoed”. 《Newsday》. 5, 11면. 2021년 10월 30일에 확인함 – newspapers.com 경유.
Oser, Alan S. (1978년 11월 15일). “About Real Estate Alexander's Weighs Ex‐Macy Jamaica Site”. 《The New York Times》 (미국 영어). ISSN 0362-4331. 2021년 10월 30일에 확인함.
“Miscellany: OK City Bid For Portman Mortgage”. 《Variety》 292 (12): 2, 92. 1978년 10월 25일. ProQuest 1401335099. |id=에 templatestyles stripmarker가 있음(위치 1) (도움말)
98. ↑  “Miscellany: Work To Start Next Spring On Portman Hotel In Times Sq”. 《Variety》 292 (7): 2, 102. 1978년 9월 20일. ProQuest 1401335093. |id=에 templatestyles stripmarker가 있음(위치 1) (도움말)
99. ↑  See:
Moritz, Owen (1979년 1월 10일). “Hoping to strike a gusher in Times Sq.”. 《New York Daily News》. 704면. 2021년 10월 30일에 확인함 – newspapers.com 경유.
Weisman, Steven R. (1979년 1월 28일). “New York Pressing for U.S. Urban Aid”. 《The New York Times》 (미국 영어). ISSN 0362-4331. 2021년 10월 30일에 확인함.
100. 1 2  Fowler, Glenn (1979년 10월 6일). “Plans for a Hotel At Times Square Nearer to Reality”. 《The New York Times》 (미국 영어). ISSN 0362-4331. 2021년 10월 30일에 확인함.
101. 1 2  Moritz, Owen (1979년 6월 20일). “Times Sq. tune: 'Begin the big inn'”. 《New York Daily News》. 602면. 2021년 10월 30일에 확인함 – newspapers.com 경유.
102. 1 2  Fowler, Glenn (1979년 6월 18일). “Restoration of Times Sq. Moving Closer to Reality”. 《The New York Times》 (미국 영어). ISSN 0362-4331. 2021년 10월 30일에 확인함.
103. ↑  Goldberger, Paul (1982년 3월 6일). “Portman Drama: a Crowded Stage; News Analysis”. 《The New York Times》 (미국 영어). ISSN 0362-4331. 2021년 11월 1일에 확인함.
104. ↑  “Financing Casts Doubt on Proposal For Portman's Times Square Hotel Theaters That Would Be Razed Rehabilitation Program Explained”. 《The New York Times》 (미국 영어). 1979년 11월 14일. ISSN 0362-4331. 2021년 10월 31일에 확인함.
105. ↑  “Keystone to a Renewal Taken Of the Market”. 《The New York Times》 (미국 영어). 1979년 11월 13일. ISSN 0362-4331. 2021년 10월 30일에 확인함.
106. 1 2  Moritz, Owen (1979년 11월 13일). “Piccadilly: No sale for new hotel”. 《New York Daily News》. 29면. 2021년 10월 30일에 확인함 – newspapers.com 경유.
107. ↑  Gilmartin, Gregory (1995). 《Shaping the City: New York and the Municipal Art Societyy》. New York: Clarkson Potter. 447쪽. ISBN 978-0-517-58574-0. OCLC 30702623.
108. 1 2  Peterson, Bill (1981년 12월 20일). “White House Pressure on Panel May Doom Historic Theater”. 《The Washington Post》. A2면. ISSN 0190-8286. ProQuest 147184338. |id=에 templatestyles stripmarker가 있음(위치 1) (도움말)
109. ↑  Moritz, Owen (1979년 11월 1일). “Upstaging Helen Hayes! A bad scene, says lawyer”. 《New York Daily News》. 363면. 2021년 10월 30일에 확인함 – newspapers.com 경유.
110. ↑  Goldberger, Paul (1980년 10월 1일). “Issue and Debate What's the Proper Role of Landmarks Commission?; The Powers of the Commission What's the Legitimate Role Of the Panel on Landmarks? The Background For a Reduced Role For an Activist Role The Outlook”. 《The New York Times》 (미국 영어). ISSN 0362-4331. 2021년 10월 31일에 확인함.
111. ↑  See:
“Actors' Equity Criticizes Times Square Hotel Plan”. 《Newsday》. 1979년 12월 4일. 32면. 2021년 10월 30일에 확인함 – newspapers.com 경유.
Fraser, C. gerald (1979년 12월 5일). “Equity Moves to Save 3 Theaters”. 《The New York Times》 (미국 영어). ISSN 0362-4331. 2021년 10월 30일에 확인함.
112. ↑  See:
Allen, Jennifer (1981년 2월 10일). “Battling over the Portman Hotel”. 《New York Daily News》. 141면. 2021년 10월 31일에 확인함 – newspapers.com 경유.
Carberry, James; Hertzberg, Daniel (1980년 8월 20일). “West Side Story: New York Plans Renewal of Sleazy Times Square; but the Planning Stage Is About as Far as It Gets”. 《Wall Street Journal》. 40면. ISSN 0099-9660. ProQuest 134477869. |id=에 templatestyles stripmarker가 있음(위치 1) (도움말)
113. ↑  “Legitimate Theatre & Talent: IATSE Backs Plan For Portman Hotel”. 《Variety》 298 (5): 85, 90. 1980년 3월 5일. ProQuest 1438306791. |id=에 templatestyles stripmarker가 있음(위치 1) (도움말)
114. ↑  Fraser, C. Gerald (1980년 2월 28일). “Actors Rally Against Hotel Plan; Union Plea for Jobs Picadilly Would Be Torn Down They Are Producers' Theaters' Producers Support Plan”. 《The New York Times》 (미국 영어). ISSN 0362-4331. 2021년 10월 31일에 확인함.
115. ↑  See:
Schaffer, Katharine (1980년 3월 12일). “Sue to block Times Sq. hotel”. 《New York Daily News》. 39면. 2021년 10월 31일에 확인함 – newspapers.com 경유.
Hummler, Richard (1980년 3월 12일). “Legitimate: Piccadilly Hotel Owners Sue To Block Portman Hotel Plan”. 《Variety》 298 (6): 109, 112. ProQuest 1438306772. |id=에 templatestyles stripmarker가 있음(위치 1) (도움말)
116. ↑  Hesse, Stephen (1980년 4월 23일). “Portman's Hotel Plans Draw New Opposition”. 《The Atlanta Constitution》. 57면. 2021년 10월 31일에 확인함 – newspapers.com 경유.
117. 1 2 3 4 5  Stern, Fishman & Tilove 2006
118. ↑  Nelsen, Don (1980년 7월 18일). “Portman Hotel: room for disagreement”. 《New York Daily News》. 97면. 2021년 10월 31일에 확인함 – newspapers.com 경유.
119. ↑  See:
Fraser, C. Gerald (1980년 7월 18일). “Board Vote Approves Portman Hotel”. 《The New York Times》 (미국 영어). ISSN 0362-4331. 2021년 10월 31일에 확인함.
“Portman Plans Passed 23-15”. 《Back Stage》 22 (1): 37, 41, 43, 60. 1980년 7월 25일. ProQuest 963132704. |id=에 templatestyles stripmarker가 있음(위치 1) (도움말)
120. ↑  “The Portman Hotel, Without Reservations”. 《The New York Times》 (미국 영어). 1980년 7월 17일. ISSN 0362-4331. 2021년 10월 31일에 확인함.
121. ↑  “Portman Hotel Gets Praise and Censure”. 《The New York Times》 (미국 영어). 1980년 8월 7일. ISSN 0362-4331. 2021년 10월 31일에 확인함.
122. ↑  Joyce, Jean (1981년 10월 13일). “Charge board okayed Portman without sufficient data on plans”. 《New York Daily News》. 113면. 2021년 11월 1일에 확인함 – newspapers.com 경유.
123. ↑  Smothers, Ronald (1980년 11월 23일). “Proposal for Hotel Clears One Hurdle; City Gives Initial Approval to Seek More Federal Aid for 30-Story Times Square Complex 'A Strong Commitment' Grant Would Be Largest Yet”. 《The New York Times》 (미국 영어). ISSN 0362-4331. 2021년 10월 31일에 확인함.
124. ↑  See:
Smith, Randy (1980년 12월 3일). “Key Times Square hotel clears last legal hurdle”. 《New York Daily News》. 33면. 2021년 10월 31일에 확인함 – newspapers.com 경유.
Smothers, Ronald (1980년 12월 3일). “Hotel for Times Sq. Clears Key Hurdle; Accord Is Reached on Gaining Last Parcel for Portman Project 1984 Completion Is Planned Portman Hotel Project on Times Sq. Clears Key Hurdle in Acquiring Site 'It Looks Very Good' Obtaining the Financing”. 《The New York Times》 (미국 영어). ISSN 0362-4331. 2021년 10월 31일에 확인함.
125. 1 2  “Legitimate: Get O.K. For Portman Hotel; See Boom For Times Sq. Area, Though Foes File Another Suit”. 《Variety》 301 (6): 107, 110. 1980년 12월 10일. ProQuest 1286097350. |id=에 templatestyles stripmarker가 있음(위치 1) (도움말)
126. ↑  Haberman, Clyde (1981년 1월 9일). “U.S. Withholds Funds for the Portman Hotel Planned for Times Square”. 《The New York Times》 (미국 영어). ISSN 0362-4331. 2021년 10월 31일에 확인함.
127. ↑  Smith, Randy (1981년 1월 9일). “HUD stalls Portman's Times Square hotel”. 《New York Daily News》. 90면. 2021년 10월 31일에 확인함 – newspapers.com 경유.
128. ↑  See:
Cosgrove, Vincent (1981년 2월 9일). “Koch sees threat to Portman project”. 《New York Daily News》. 82면. 2021년 10월 31일에 확인함 – newspapers.com 경유.
Weisman, Steven R. (1981년 2월 4일). “Reagan Is Reported Ready to Eliminate Urban Aid Program”. 《The New York Times》 (미국 영어). ISSN 0362-4331. 2021년 10월 31일에 확인함.
129. ↑  Molotsky, Irvin (1981년 2월 4일). “Times Sq. Plans Tied to Program Reagan Opposes”. 《The New York Times》 (미국 영어). ISSN 0362-4331. 2021년 10월 31일에 확인함.
130. ↑  See:
“Grant OKd for Hotel, Green Says”. 《Newsday》. 1981년 4월 3일. 15면. 2021년 10월 31일에 확인함 – newspapers.com 경유.
Howell, Ron (1981년 4월 4일). “Portman Hotel gets fed grant”. 《New York Daily News》. 173면. 2021년 10월 31일에 확인함 – newspapers.com 경유.
“Miscellany: O.K. Key Federal Grant For Portman Hotel, N.Y.; Equity Suit Still A Snag”. 《Variety》 302 (10): 2, 85. 1981년 4월 8일. ProQuest 1438303873. |id=에 templatestyles stripmarker가 있음(위치 1) (도움말)
131. ↑  Jennewein, Chris (1981년 1월 9일). “Portman Going Ahead On Plan For NYC Hotel”. 《The Atlanta Constitution》. 39면. 2021년 10월 31일에 확인함 – newspapers.com 경유.
132. ↑  “Site To Be Cleared”. 《The Atlanta Constitution》. 1981년 1월 30일. 82면. 2021년 10월 31일에 확인함 – newspapers.com 경유.
133. ↑  Salter, Sallye (1981년 3월 18일). “Marriott May Run Portman's New Hotel”. 《The Atlanta Constitution》. 45면. 2021년 10월 31일에 확인함 – newspapers.com 경유.
134. 1 2 3 4  Bagli, Charles V. (2013년 2월 12일). “Audit Criticizes 1998 Deal by City for Times Sq. Hotel”. 《The New York Times》 (미국 영어). ISSN 0362-4331. 2021년 11월 6일에 확인함.
135. ↑  Gargan, Edward A. (1982년 3월 22일). “Package Signed for Financing Portman Hotel”. 《The New York Times》 (미국 영어). ISSN 0362-4331. 2021년 11월 1일에 확인함.
136. ↑  “See Way Clearing For Construction Of Portman Hotel”. 《Variety》 303 (10): 1, 68. 1981년 7월 8일. ProQuest 1438335223. |id=에 templatestyles stripmarker가 있음(위치 1) (도움말)
137. ↑  See:
Schatz, Robin (1981년 8월 14일). “Portman's N.Y. Project Still Controversial”. 《The Atlanta Constitution》. 69, 71면. 2021년 10월 31일에 확인함 – newspapers.com 경유.
“Legitimate: Opponents Dominate Public Hearing Debate On Portman Hotel, N.Y.”. 《Variety》 303 (11): 79, 83. 1981년 7월 15일. ProQuest 1438343047. |id=에 templatestyles stripmarker가 있음(위치 1) (도움말)
138. ↑  Goldberger, Paul (1982년 1월 31일). “Architecture View; the Portman Project: Is It an Asset or an Albatross?”. 《The New York Times》 (미국 영어). ISSN 0362-4331. 2021년 11월 1일에 확인함.
139. ↑  See:
Purnick, Joyce (1981년 9월 13일). “Revised Hotel Design Urged to Save Theaters”. 《The New York Times》 (미국 영어). ISSN 0362-4331. 2021년 10월 31일에 확인함.
Chadwick, Bruce (1981년 9월 15일). “New design offered for Portman Hotel”. 《New York Daily News》. 100면. 2021년 10월 31일에 확인함 – newspapers.com 경유.
“Miscellany: Portman Foes Suggest Way to Retain Theatres but Developer Says Nix”. 《Variety》 304 (7): 2, 72. 1981년 9월 16일. ProQuest 1438332730. |id=에 templatestyles stripmarker가 있음(위치 1) (도움말)
Purnick, Joyce (1981년 9월 13일). “Revised Hotel Design Urged to Save Theaters”. 《The New York Times》 (미국 영어). ISSN 0362-4331. 2021년 10월 31일에 확인함.
140. ↑  See:
Chadwick, Bruce (1981년 10월 5일). “Roadblock averted for Portman Hotel”. 《New York Daily News》. 108면. 2021년 11월 1일에 확인함 – newspapers.com 경유.
“Legitimate: City Commission Nixes New Plan For Portman N.Y.”. 《Variety》 304 (10): 203. 1981년 10월 7일. ProQuest 1438324602. |id=에 templatestyles stripmarker가 있음(위치 1) (도움말)
141. ↑  Chadwick, Bruce (1982년 6월 3일). “Honor architect's plan to save theaters”. 《New York Daily News》. 126면. 2021년 11월 1일에 확인함 – newspapers.com 경유.
142. ↑  Abercrombie 1982
143. ↑  “Morosco Fails to Get U.S. Historic Status”. 《The New York Times》 (미국 영어). 1981년 3월 9일. ISSN 0362-4331. 2021년 10월 31일에 확인함.
144. ↑  “U.S. Interior Dept. Is New Factor On Portman Hotel”. 《Variety》 305 (2): 83, 89. 1981년 11월 11일. ProQuest 1438361813. |id=에 templatestyles stripmarker가 있음(위치 1) (도움말)
145. ↑  See:
“Morosco Gains as Landmark”. 《The New York Times》 (미국 영어). 1981년 11월 22일. ISSN 0362-4331. 2021년 11월 1일에 확인함.
Moritz, Owen (1981년 11월 19일). “Portman hotel start delayed”. 《New York Daily News》. 8면. 2021년 11월 1일에 확인함 – newspapers.com 경유.
146. ↑  Stern, Fishman & Tilove 2006
147. ↑  Franklin, Ben A. (1981년 12월 28일). “2 Reagan Aides Acted to Speed Portman Hotel”. 《The New York Times》 (미국 영어). ISSN 0362-4331. 2021년 11월 1일에 확인함.
148. 1 2 3  Stern, Fishman & Tilove 2006
149. ↑  See:
“Court Bars Demolitions On Portman Hotel Site”. 《The Atlanta Constitution》. 1982년 1월 7일. 30면. 2021년 11월 1일에 확인함 – newspapers.com 경유.
Giordano, Mary Ann (1982년 1월 7일). “Court stalls razing of Broadway theaters”. 《New York Daily News》. 5면. 2021년 11월 1일에 확인함 – newspapers.com 경유.
Lubasch, Arnold H. (1982년 1월 7일). “Stay Is Granted on Plan to Raze 2 City Theaters”. 《The New York Times》 (미국 영어). ISSN 0362-4331. 2021년 11월 1일에 확인함.
150. ↑  Sullivan, Ronald (1982년 1월 10일). “State and U.S. Courts Conflict on Portman Project”. 《The New York Times》 (미국 영어). ISSN 0362-4331. 2021년 11월 1일에 확인함.
151. ↑  See:
“Broadway Theater Razed”. 《Newsday》. 1982년 1월 15일. 29면. 2021년 11월 1일에 확인함 – newspapers.com 경유.
Fowler, Glenn (1982년 1월 14일). “Demolition of Bijou Starts for Portman Hotel”. 《The New York Times》 (미국 영어). ISSN 0362-4331. 2021년 11월 1일에 확인함.
152. ↑  See:
“Judge Says White House Didn't Push Portman Plan”. 《The Atlanta Constitution》. 1982년 2월 12일. 85면. 2021년 11월 1일에 확인함 – newspapers.com 경유.
“Clear Ron aides in Portman flap”. 《New York Daily News》. 1982년 2월 12일. 16면. 2021년 11월 1일에 확인함 – newspapers.com 경유.
Lubasch, Arnold H. (1982년 2월 12일). “Portman Plan Clears Another Hurdle”. 《The New York Times》 (미국 영어). ISSN 0362-4331. 2021년 11월 1일에 확인함.
153. ↑  See:
“Here and there...”. 《New York Daily News》. 1982년 3월 2일. 73면. 2021년 11월 1일에 확인함 – newspapers.com 경유.
Fraser, C. Gerald (1982년 3월 2일). “Two Broadway Theaters Given a Reprieve by Appeals Judge”. 《The New York Times》 (미국 영어). ISSN 0362-4331. 2021년 11월 1일에 확인함.
154. ↑  “Legitimate: Appeals Judge Extends Delay Of Morosco, Hayes Demolition”. 《Variety》 306 (6): 193, 197. 1982년 3월 10일. ProQuest 1438335966. |id=에 templatestyles stripmarker가 있음(위치 1) (도움말)
155. 1 2 3  Montgomery, Paul L. (1982년 3월 20일). “Judge Dismisses Another Appeal in Portman Plan”. 《The New York Times》 (미국 영어). ISSN 0362-4331. 2021년 11월 1일에 확인함.
156. ↑  See:
Prial, Frank J. (1982년 3월 17일). “Top State Court Refuses to Block Theater Razing”. 《The New York Times》 (미국 영어). ISSN 0362-4331. 2021년 11월 1일에 확인함.
“State's Top Court OKs Portman Hotel”. 《Newsday》. 1982년 3월 17일. 28면. 2021년 11월 1일에 확인함 – newspapers.com 경유.
157. ↑  “Theater appeal rejected”. 《The Daily Times》. 1982년 3월 21일. 16면. 2021년 11월 1일에 확인함 – newspapers.com 경유.
158. ↑  See:
Chadwick, Bruce (1982년 3월 19일). “Robert Redford among Portman Hotel foes”. 《New York Daily News》. 94면. 2021년 11월 1일에 확인함 – newspapers.com 경유.
“The City; A New Petition On Portman Hotel”. 《The New York Times》 (미국 영어). 1982년 3월 19일. ISSN 0362-4331. 2021년 11월 1일에 확인함.
159. ↑  See:
Prial, Frank J. (1982년 3월 23일). “Court Stay Lifted and Demolition Begins at Two Broadway Theaters”. 《The New York Times》 (미국 영어). ISSN 0362-4331. 2021년 11월 1일에 확인함.
Banner, Randy; Collins, T.J. (1982년 3월 23일). “Bringing Down the House a Final Time”. 《Newsday》. 5면. 2021년 11월 1일에 확인함 – newspapers.com 경유.
160. ↑  Lawson, Carol (1982년 3월 27일). “Wrecking Halts at the Helen Hayes to Save Artworks”. 《The New York Times》 (미국 영어). ISSN 0362-4331. 2021년 11월 1일에 확인함.
161. ↑  Chadwick, Bruce (1982년 5월 28일). “Guilt seems to be driving pols to save theaters”. 《New York Daily News》. 99면. 2021년 11월 1일에 확인함 – newspapers.com 경유.
162. 1 2  Prial, Frank J. (1982년 7월 2일). “Final Contracts to Be Signed Today for the Portman Hotel”. 《The New York Times》 (미국 영어). ISSN 0362-4331. 2021년 11월 1일에 확인함.
163. ↑  See:
Moritz, Owen (1982년 7월 1일). “Goodby, Piccadilly; Hello, Portman”. 《New York Daily News》. 164면. 2021년 11월 1일에 확인함 – newspapers.com 경유.
Duggan, Dennis (1982년 7월 2일). “Portman Hotel Gets Financing”. 《Newsday》. 19면. 2021년 11월 1일에 확인함 – newspapers.com 경유.
164. ↑  “Hotel work progresses”. 《Star-Gazette》. 1982년 7월 4일. 3면. 2021년 11월 1일에 확인함 – newspapers.com 경유.
165. 1 2  “Legitimate: Sign Portman Hotel Contracts; $320-Mil Cost, See '85 Completion”. 《Variety》 307 (10): 71, 75. 1982년 7월 7일. ProQuest 1438338680. |id=에 templatestyles stripmarker가 있음(위치 1) (도움말)
166. ↑  See:
Sutton, Larry (1982년 7월 15일). “Midtown memories on sale”. 《New York Daily News》. 99면. 2021년 11월 1일에 확인함 – newspapers.com 경유.
Haberman, Clyde; Johnston, Laurie (1982년 7월 16일). “New York Day by Day; Buying a Piece of the Past”. 《The New York Times》 (미국 영어). ISSN 0362-4331. 2021년 11월 1일에 확인함.
167. ↑  Smith, Liz (1982년 11월 21일). “An expensive Selleck-tion of denim”. 《New York Daily News》. 131면. 2021년 11월 1일에 확인함 – newspapers.com 경유.
168. ↑  Goodman, George W. (1982년 11월 7일). “City Adding 3,500 Hotel Rooms”. 《The New York Times》 (미국 영어). ISSN 0362-4331. 2021년 11월 1일에 확인함.
169. ↑  Brown 1984
170. ↑  Salter, Sallye (1982년 12월 18일). “New hotel dubbed 'Marriott Marquis'”. 《The Atlanta Constitution》. 19면. 2021년 11월 1일에 확인함 – newspapers.com 경유.
171. ↑  Fowler, Glenn (1982년 12월 26일). “New York Tourism Nearly Matches 1981 Levels”. 《The New York Times》 (미국 영어). ISSN 0362-4331. 2021년 11월 1일에 확인함.
172. ↑  Smith, Liz (1983년 1월 30일). “Berle jumps back in the Friaring pan”. 《New York Daily News》. 115면. 2021년 11월 1일에 확인함 – newspapers.com 경유.
173. ↑  McCain, Mark (1983년 8월 24일). “NYC plans new look for 42d street: A $1.5b project to restore major block of Times Square”. 《Boston Globe》. 3면. ProQuest 1637394419. |id=에 templatestyles stripmarker가 있음(위치 1) (도움말)
174. ↑  Gottlieb, Martin (1983년 7월 26일). “Minority Protesters Interrupt Marriott Hotel Construction”. 《The New York Times》 (미국 영어). ISSN 0362-4331. 2021년 11월 2일에 확인함.
175. ↑  “THE CITY; Marriott Marquis Meets Hiring Rule”. 《The New York Times》 (미국 영어). 1983년 8월 27일. ISSN 0362-4331. 2021년 11월 2일에 확인함.
176. ↑  “Marriott Refinances New York City Hotel With Lender Group”. 《Wall Street Journal》. 1984년 1월 5일. 1면. ISSN 0099-9660. ProQuest 397910166. |id=에 templatestyles stripmarker가 있음(위치 1) (도움말)
177. ↑  Ogden, M. J. (1984년 3월 10일). “Looking ahead: Some thoughts”. 《The Daily Item》. 12면. 2021년 11월 2일에 확인함 – newspapers.com 경유.
178. ↑  Barron, James (2000년 1월 2일). “The Year 2000: the Hyperbole; a Countdown Worth the Wait Vs. A Big Ho-hum”. 《The New York Times》 (미국 영어). ISSN 0362-4331. 2021년 11월 7일에 확인함.
179. 1 2  Uzelac, Ellen (1985년 3월 10일). “Marriott beats 2d-generation jinx as son builds on success: 'Uncannily correct' leadership praised”. 《The Sun》. 1C면. ProQuest 538049041. |id=에 templatestyles stripmarker가 있음(위치 1) (도움말)
180. 1 2  Quindlen, Anna (1985년 4월 28일). “The Great Quest for Hotel Guests”. 《The New York Times》 (미국 영어). ISSN 0362-4331. 2021년 11월 2일에 확인함.
181. ↑  Wald, Matthew L. (1984년 10월 21일). “The Hoary Tradition of Topping-out”. 《The New York Times》 (미국 영어). ISSN 0362-4331. 2021년 11월 2일에 확인함.
182. 1 2  Harney, James (1984년 10월 24일). “'Gem' of a hotel is tops with them”. 《New York Daily News》. 86면. 2021년 11월 2일에 확인함 – newspapers.com 경유.
183. ↑  “Briefly”. 《Star-Gazette》. 1984년 10월 24일. 3면. 2021년 11월 2일에 확인함 – newspapers.com 경유.
184. ↑  “Nederlanders To Operate New Marriott Hotel”. 《Back Stage》 25 (44): 3A. 1984년 11월 16일. ProQuest 1438553047. |id=에 templatestyles stripmarker가 있음(위치 1) (도움말)
185. ↑  “Painter dies at construction site”. 《New York Daily News》. 1985년 7월 2일. 22면. 2021년 11월 2일에 확인함 – newspapers.com 경유.
186. ↑  Anderson, Susan Heller; Dunlap, David W. (1985년 8월 23일). “New York Day by Day; Dining for Practice”. 《The New York Times》 (미국 영어). ISSN 0362-4331. 2021년 11월 2일에 확인함.
187. 1 2  “Company News; Host Marriott Adds to Marquis Hotel Stake”. 《The New York Times》 (미국 영어). 1993년 12월 28일. ISSN 0362-4331. 2021년 11월 7일에 확인함.
188. ↑  “The City; Marriott Marquis Delays Opening”. 《The New York Times》 (미국 영어). 1985년 9월 2일. ISSN 0362-4331. 2021년 11월 2일에 확인함.
189. ↑  Reel, Bill (1985년 9월 5일). “Here's the Marquis; de Sade's next door”. 《New York Daily News》. 498면. 2021년 11월 2일에 확인함 – newspapers.com 경유.
190. ↑  Freedman, Samuel G. (1985년 10월 5일). “Actors Equity Opposes Marriott Benefit”. 《The New York Times》 (미국 영어). ISSN 0362-4331. 2021년 11월 2일에 확인함.
191. ↑  Moritz, Owen (1985년 10월 13일). “New Jersey staging a coup”. 《New York Daily News》. 156면. 2021년 11월 2일에 확인함 – newspapers.com 경유.
192. ↑  Gerard, Jeremy (1986년 7월 11일). “A Brassy Bassey Opens the Marquis”. 《Newsday》. 226면. 2021년 11월 7일에 원본 문서에서 보존된 문서. 2021년 11월 7일에 확인함 – newspapers.com 경유.
193. ↑  “Legitimate: Koch Opens New Marquis Theater, Vows To Preserve Older Houses”. 《Variety》 323 (12): 119, 123. 1986년 7월 16일. ProQuest 1438450395. |id=에 templatestyles stripmarker가 있음(위치 1) (도움말)
194. 1 2  Moss, Linda (1987년 8월 31일). “How Marriott Makes It Here: With Discounts”. 《Crain's New York Business》 3 (35): 1. ProQuest 219094408. |id=에 templatestyles stripmarker가 있음(위치 1) (도움말)
195. 1 2 3  Mandell, Jonathan (1987년 10월 13일). “The Board of Broadway”. 《Newsday》. 128면. 2021년 11월 6일에 확인함 – newspapers.com 경유.
196. 1 2  Vasilogambros, Matt (2016년 4월 28일). “The Roots of NFL Draft Obsession”. 《The Atlantic》. 2021년 11월 7일에 확인함.
197. ↑  Hack, Damon (2005년 2월 11일). “N.F.L. Is Seeking New Home for Draft”. 《The New York Times》 (미국 영어). ISSN 0362-4331. 2021년 11월 7일에 확인함.
198. ↑  McCain, Mark (1989년 5월 21일). “COMMERCIAL PROPERTY: New Times Square Hotels; 3 Hostelries to Join the Marquis, a Hit on Broadway”. 《The New York Times》 (미국 영어). ISSN 0362-4331. 2021년 11월 7일에 확인함.
199. ↑  Dunlap, David W. (1988년 7월 6일). “From Dust of Demolition, a New Times Square Rises”. 《The New York Times》 (미국 영어). ISSN 0362-4331. 2021년 11월 7일에 확인함.
200. ↑  “Growing Big Apple Tourism Yields New Crop of Hotels”. 《Wall Street Journal》. 1988년 5월 23일. B13면. ISSN 0099-9660. ProQuest 397910166. |id=에 templatestyles stripmarker가 있음(위치 1) (도움말)
201. 1 2  “Host Marriott mulls Fairfield sale, takes New York hotel stake”. 《Wall Street Journal》. 1993년 12월 29일. B6면. ISSN 0099-9660. ProQuest 398399396. |id=에 templatestyles stripmarker가 있음(위치 1) (도움말)
202. ↑  Elliott, Stuart (1994년 11월 17일). “The Media Business: Advertising; After a 55-year absence, Maxwell House coffee embraces the Times Square market again.”. 《The New York Times》 (미국 영어). ISSN 0362-4331. 2021년 11월 7일에 확인함.
203. 1 2  Bagli, Charles V. (1997년 5월 22일). “Marriott Set Out to Prove Itself In New York; Now It Dominates”. 《The New York Times》 (미국 영어). ISSN 0362-4331. 2021년 11월 7일에 확인함.
204. 1 2  DeNitto, Emily (1996년 8월 12일). “More room at inn”. 《Crain's New York Business》 12 (33): 3. ProQuest 219127408. |id=에 templatestyles stripmarker가 있음(위치 1) (도움말)
205. ↑  Markels, Alex (1996년 11월 20일). “Management: How One Hotel Manages Staffs Diversity”. 《Wall Street Journal》. B1면. ISSN 0099-9660. ProQuest 1441182836. |id=에 templatestyles stripmarker가 있음(위치 1) (도움말)
206. ↑  Foderaro, Lisa W. (1997년 7월 18일). “New Sign in Times Square”. 《The New York Times》 (미국 영어). ISSN 0362-4331. 2021년 11월 6일에 확인함.
207. 1 2  Kusisto, Laura (2013년 2월 13일). “Old Marriott Deal Gets New Scrutiny”. 《Wall Street Journal》 (미국 영어). ISSN 0099-9660. 2021년 11월 6일에 확인함.
208. 1 2  Natale, Brittany (2013년 2월 12일). “Marriott Marquis 'Sweetheart Deal' With Giuliani-Era City Hall Is the Gift That Keeps On Taking, Comptroller John Liu Says”. 《The Village Voice》. 2021년 11월 6일에 확인함.
209. ↑  Bernstein, Fred A. (2005년 11월 2일). “An Elevator to Your Floor, With No Local Stops”. 《The New York Times》 (미국 영어). ISSN 0362-4331. 2021년 11월 8일에 확인함.
210. ↑  Brown, Paul B. (2006년 5월 27일). “How Many Miles to the Bushel?”. 《The New York Times》 (미국 영어). ISSN 0362-4331. 2021년 11월 8일에 확인함.
211. ↑  Tabachnick, Cara (2007년 10월 10일). “Spending the night in Times Square luxury”. 《The Real Deal》. 2021년 11월 6일에 확인함.
212. ↑  Cardwell, Diane; Rivera, Ray (2008년 1월 16일). “Long Robust, Gains in New York City Property Values Start to Flatten Out”. 《The New York Times》 (미국 영어). ISSN 0362-4331. 2021년 11월 8일에 확인함.
213. ↑  Palank, Jacqueline (2012년 4월 5일). “Kodak Aims to Sell Lease on Times Square Billboard”. 《Wall Street Journal》 (미국 영어). ISSN 0099-9660. 2021년 11월 7일에 확인함.
214. ↑  Malone, Noreen (2012년 4월 6일). “The Huge Kodak Sign in Times Square Won’t Be There Much Longer”. 《Intelligencer》. 2021년 11월 7일에 확인함.
215. ↑  Murray, Barbra (2012년 8월 3일). “Marriott Marquis Times Square to Get $140M Retail Makeover”. 《Commercial Property Executive》. 2021년 11월 6일에 확인함.
216. ↑  “Retail of Times Square Marriott to get upgrade”. 《Crain's New York Business》. 2012년 8월 2일. 2021년 11월 6일에 확인함.
217. ↑  Brown, Eliot (2012년 12월 26일). “Ads, Not Tenants, Make Times $quare”. 《Wall Street Journal》 (미국 영어). ISSN 0099-9660. 2021년 11월 6일에 확인함.
218. ↑  Amato, Rowley (2013년 12월 15일). “ESD Sells Times Sq Marriott Marquis for Mere $20 Million”. 《Curbed NY》. 2021년 11월 6일에 확인함.
219. ↑  Clarke, Katherine (2013년 12월 12일). “Times Square Marriott Marquis sold in controversial $20M deal”. 《The Real Deal New York》 (미국 영어). 2021년 11월 6일에 확인함.
220. ↑  Small, Eddie (2018년 9월 24일). “Vornado is buying Marriott Marquis retail for $442M”. 《The Real Deal New York》 (미국 영어). 2021년 11월 6일에 확인함.
221. 1 2  Kim, Betsy (2018년 9월 26일). “Vornado Acquires Marriott Marquis Retail”. 《GlobeSt》. 2021년 11월 6일에 확인함.
222. ↑  Caldwell, Earl (1983년 5월 25일). “As hotel rises, so do union's hopes”. 《New York Daily News》. 7, 24면. 2021년 11월 6일에 확인함 – newspapers.com 경유.
223. 1 2 3  “NYC’s Marriott Marquis Set To Outsource $50 Million+ Food & Beverage Operation”. 《Total Food Service》. 2021년 3월 17일. 2021년 11월 6일에 확인함.
224. ↑  King, Kate (2020년 12월 15일). “Marriott Lays Off Hundreds of Workers at Times Square Hotel”. 《Wall Street Journal》 (미국 영어). ISSN 0099-9660. 2021년 11월 6일에 확인함.
225. ↑  “850 Workers Fired at Non-union Marriott Marquis in Times Square”. 《hotelworkers.org》 (미국 영어). 2021년 11월 6일에 확인함.
226. ↑  Chang, Sophia (2021년 1월 16일). “Marriott Marquis Workers Rally For Severance And Rehire Rights Following Layoff Announcement”. 《Gothamist》. 2021년 11월 6일에 확인함.
227. ↑  Garber, Nick (2020년 12월 27일). “Laid-Off Marriott Marquis Workers Protest In Times Square”. 《Midtown-Hell's Kitchen, NY Patch》. 2021년 11월 6일에 확인함.
228. ↑  Garber, Nick (2021년 4월 8일). “Layoffs Of 850 Marriott Marquis Workers Probed By State AG”. 《Midtown-Hell's Kitchen, NY Patch》. 2021년 11월 6일에 확인함.
229. ↑  “After a 35-Year Battle, Marriott Marquis Workers Win Union Recognition With The Hotel Trades Council, Finally Organizing The Largest & Oldest Non-Union Hotel In NYC”. 《WNY Labor Today》. 2021년 1월 13일. 2021년 11월 6일에 원본 문서에서 보존된 문서. 2021년 11월 6일에 확인함.
230. ↑  “Omnibuild completes $30 million renovation of Marriott Marquis in Times Square”. 《NYREJ》. 2021년 8월 24일. 2021년 11월 6일에 확인함.
231. ↑  Huxtable, Ada Louise (1975년 2월 9일). “Architecture View: More Bad News About Times Square”. 《The New York Times》. 132면. ISSN 0362-4331. ProQuest 120492605. |id=에 templatestyles stripmarker가 있음(위치 1) (도움말)
232. 1 2 3  Stern, Mellins & Fishman 1995
233. ↑  “The Talk of the Town; Some Dazzle for the Garden”. 《The New Yorker》 49: 23-24. 1973년 7월 23일.[깨진 링크(과거 내용 찾기)]
234. ↑  Stern, Fishman & Tilove 2006
235. ↑  Abercrombie 1982
236. ↑  Sorkin, Michael (1982년 1월 22일). “Leisure and the Arts: Portman's Hotel: Assault on a Mythic Center?”. 《Wall Street Journal》. 31면. ISSN 0099-9660. ProQuest 134789062. |id=에 templatestyles stripmarker가 있음(위치 1) (도움말)
237. ↑  Stern, Fishman & Tilove 2006
238. ↑  Muschamp, Herbert (1992년 9월 20일). “Architecture View; The Thrill of Outer Space for Earthbound Lives”. 《The New York Times》 (미국 영어). ISSN 0362-4331. 2021년 11월 7일에 확인함.

### 참고 문헌
- Abercrombie, Stanley (1982년 6월). “Big town uses a big building boom to break out of the box.” (PDF). 《Journal of the American Institute of Architects》: 28-36.
- Brown, Merrill (1984년 1월 9일). “Marriot Plants Blue-Chip Hotel on Speedy Times Square: $328 Million Project Is Bid to Make Firm Top U.S. Hotel Chain Marriott Hopes Mega-Hotel Will Revive Times Square”. 《The Washington Post》. 1, 25, 26면. ISSN 0190-8286. ProQuest 138367350. |id=에 templatestyles stripmarker가 있음(위치 1) (도움말)
- Goldberger, Paul (1973년 8월 26일). “Buck Rogers in Times Square: Portman's formula: big spaces, flamboyant forms Portman Home as theater At the drawing board”. 《The New York Times》. 223면. ISSN 0362-4331. ProQuest 119807760. |id=에 templatestyles stripmarker가 있음(위치 1) (도움말)
- Stern, Robert A. M.; Fishman, David; Tilove, Jacob (2006). 《New York 2000: Architecture and Urbanism Between the Bicentennial and the Millennium》. New York: Monacelli Press. 642-645쪽. ISBN 978-1-58093-177-9. OCLC 70267065. OL 22741487M.
- Stern, Robert A. M.; Mellins, Thomas; Fishman, David (1995). 《New York 1960: Architecture and Urbanism Between the Second World War and the Bicentennial》. New York: Monacelli Press. 448–452쪽. ISBN 1-885254-02-4. OCLC 32159240.